# Sydney
Sydney [ˈsɪdni]IPA je nejrozlehlejší a nejlidnatější město v Austrálii, jde o hlavní město Nového Jižního Walesu. Sydney se nachází na severovýchodním pobřeží Tasmanova moře. Se svou populací přesahující 4,5 milionů obyvatel (v metropolitní oblasti) je nejlidnatější obcí v Oceánii. Sčítání lidu v roce 2021 zaznamenalo populaci v "Greater Sydney" 5 231 150, což znamená, že město je domovem přibližně 66 % populace státu.  Obyvatelé Sydney nemají v češtině jednoslovné pojmenování. V angličtině se ujalo slovo "Sydneysider" – toto slovo vzniklo z kosmopolitní a mezinárodní populace tohoto města.
Sídlo první britské kolonie v Austrálii, Sydney, bylo založeno 26. ledna 1788 u malého zálivu Sydney Cove Arthurem Phillipem.
Město je vystavěno na kopcích okolo členité a hluboko do pevniny zařezané zátoky Port Jackson, která se nyní spíše nazývá Sydney Harbour a nad níž se dnes tyčí Sydney Opera House a Harbour Bridge. V okolí metropolitní plochy se rozprostírají národní parky a pobřežní regiony, které obsahují spousty zátok, řek a pláží, včetně známé pláže Bondi. V městě se také nachází spousta parků, mj. i známý Hyde Park či Royal Botanical Gardens (Královské botanické zahrady).
Loughboroughská univerzita označila Sydney na základě svých průzkumů za Světové město. Toto ocenění potvrzuje, že je Sydney světovým centrem umění, módy, kultury, zábavy, vzdělávání a turismu.
V Sydney se také konaly některé hlavní mezinárodní sportovní události, jako například Hry Commonwealthu v roce 1938, Letní olympijské hry 2000, finálový zápas Mistrovství světa v ragby 2003 a Světové dny mládeže 2008. Hlavní letiště v Sydney je Sydney Airport.

## Historie

### Předhistorie

Umělecké dílo zobrazující první kontakty mezi klanem Gweagalů a Jamesem Cookem.

Z nálezů v Modrých horách usuzují archeologové, že krajina, na které se dnes město nachází, byla asi před 30 000 lety osídlena kmenem Aboriginců (Austrálců). Tradiční domorodí obyvatelé Sydney pocházeli z klanu Cadigal, jejichž země se rozprostírala od jižní strany Port Jacksonu k Petershamu. Na začátku kolonizace zde žilo cca 4 000 až 8 000 lidí ve čtyřech různých kmenech: Eora, Darug, Dharawal a Guringai, které tak byly pojmenovány loďstvem First Fleet, které do Sydney přijelo v 18. století (viz níže). Eorové byly pojmenováni podle toho, že na otázku, odkud jsou, odpověděli Eora, což v jejich řeči znamená odsud, nebo tady. Ostatní klany byly pojmenovány podle dialektu, kterým mluvili. Každý klan měl své teritorium, o umístění tohoto teritoria rozhodovaly prostředky klanu. Ačkoliv jejich sídliště již dávno zanikla, na některých místech stále zůstaly zachované jejich skalní kresby.

### 18. století

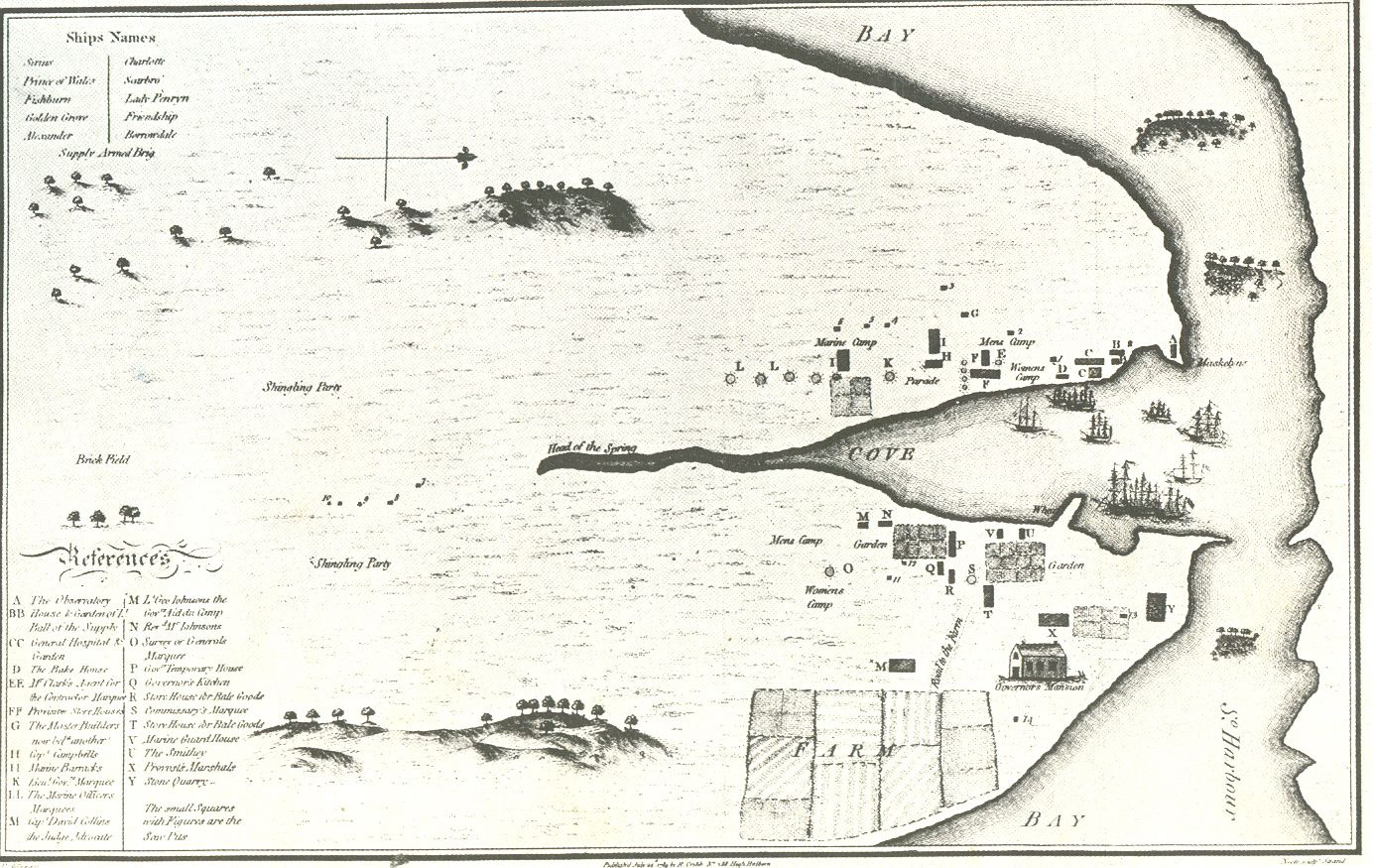
První mapa okolí Sydney z roku 1789

V roce 1770 objevil kapitán James Cook jižně od dnešního centra města Botany Bay, kde se uskutečnilo první setkání s Gweagaly, a také vjezd do Port Jackson, které zakreslil do svých map. 18. ledna 1788 dobyl kapitán Arthur Phillip se svými jedenácti loděmi First Fleet Botany Bay, kterou si vyhlédl pro kolonii vězňů. Během třídenní průzkumné plavby přes Port Jackson (od 21. do 23. ledna 1788) objevil Phillip nejprve Manly Cove a o jeden den později na opačné straně přírodního přístavu další zátoku, kterou pojmenoval podle tehdejšího britského ministra vnitra Thomase Townshenda Sydneye na Sydney Cove.
Botany Bay dosáhla 26. ledna 1788 i francouzská expedice, kterou vedl Jean-François de La Pérouse. Britové se ale toho samého dne rozhodli založit na Sydney Cove kolonii. Asi 800 vězňů, společně s asi 500 námořníky opustilo v blízkosti dnešního Circular Quay své lodě. Od té doby je v Austrálii 26. leden národním svátkem. Pravděpodobně náhodou vypukla krátce po příjezdu bílých osadníků epidemie neštovic, kvůli které zemřelo mezi 500 až 1 000 aboriginců. Jako spojovatel mezi kulturami sloužil Bennelong, který byl zajat Brity a vyučoval angličtinu.

### 19. století

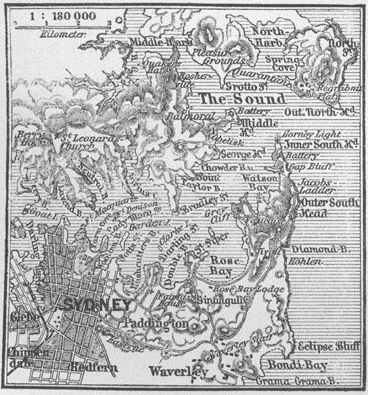
Historická mapa Sydney z Meyers Konversations-Lexikonu (1888)

Během Rum-Rebellion v roce 1808 byla zpochybněna autorita panujícího guvernéra Williama Bligha, bývalého kapitána lodě Bounty. Teprve guvernér Lachlan Macquarie vytvořil v letech 1810–1821 předpoklady pro vývoj významného města: začal vytvářet iniciativy k „civilizaci, pokřesťanštění a vzdělání“ aboriginců. Nechal také zřídit ulice, mosty, přístavy a budovy pro veřejnost, v roce 1822 již bylo ve městě možné najít banky, trhy či průchody a město mělo i organizovanou policii.
Macquarie také značně podporoval průzkum Austrálie. Po početných pokusech v prvních 25 letech se podařilo jím vyslaným průzkumníkům (Gregory Blaxlandovi, Williamu Wentworthovi a Williamu Lawsonovi) najít v roce 1813 cestu přes Modré Hory. Také byla vytvořena cesta od Great Dividing Range Sydney až po Modré hory. V následujících letech tak mohlo být dále osidlováno vnitrozemí.
V třicátých a čtyřicátých letech 19. století vznikala, tím jak do Sydney přicházelo pořád více přistěhovalců ze Spojeného království a Irska, první předměstí. 18. července 1842 bylo Sydney vyhlášeno jako první město v Austrálii. Prvním zvoleným starostou se stal John Hosking. První z mnoha australských zlatých horeček vypukla v roce 1857, od té doby bylo na přístavu v Sydney možno vidět mnoho „přívalových vln“ lidí z celého světa.

### 20. století

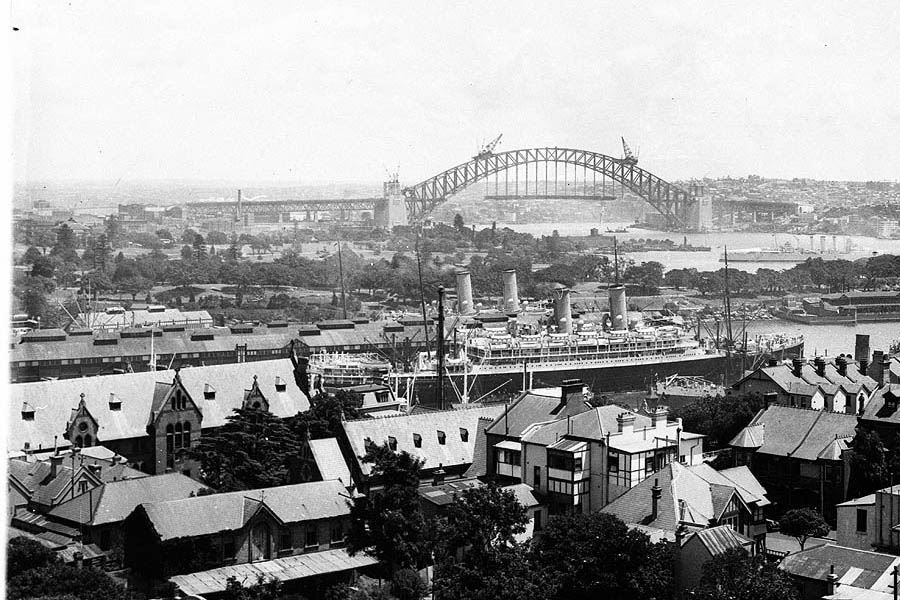
Woolloomooloo a Sydney Harbour Bridge v roce 1932

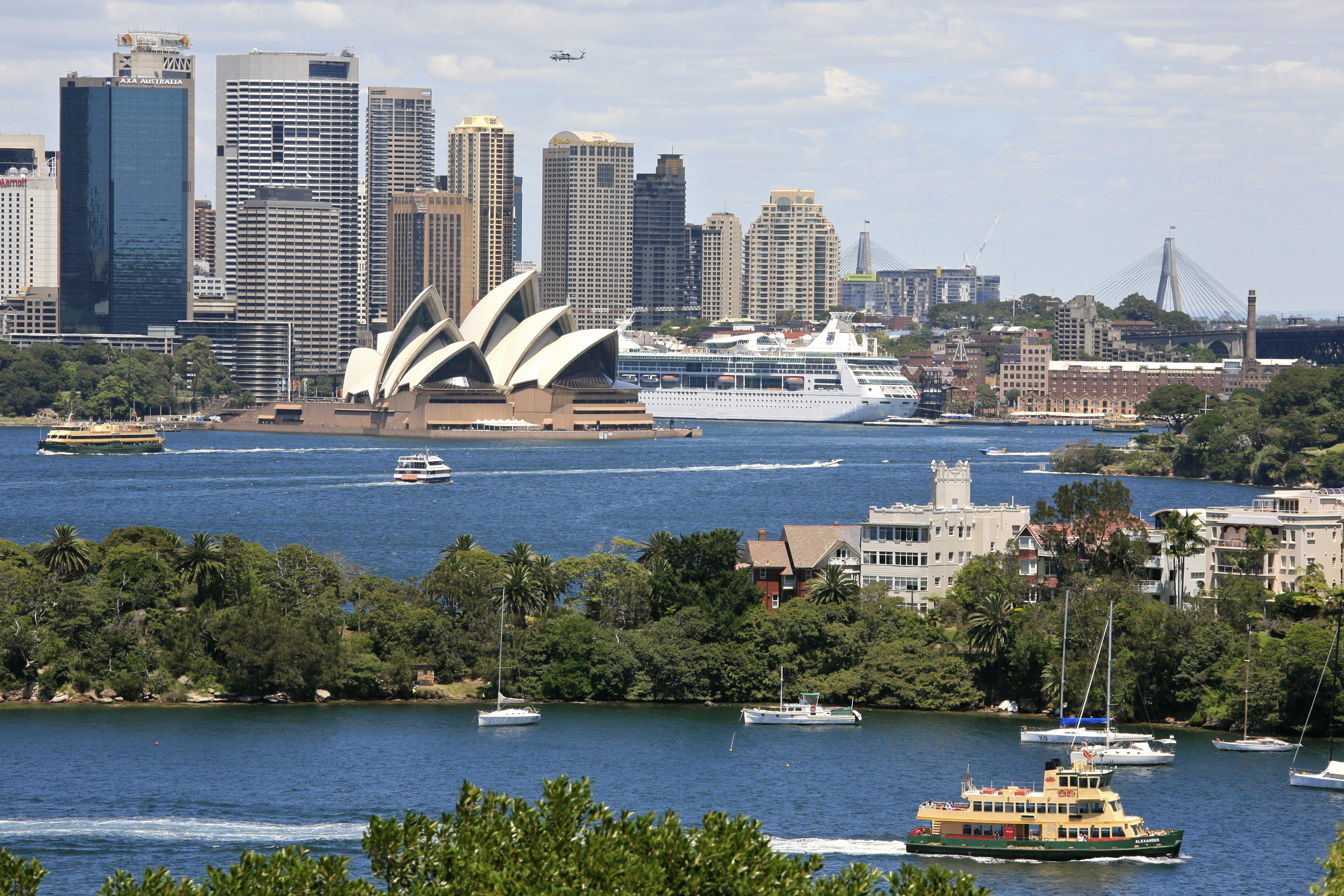
Leden 2012 v zálivu

Už v polovině dvacátých let dvacátého století mělo město více než milion obyvatel. V roce 1931 byla kvůli Velké hospodářské krizi asi jedna třetina pracujících nezaměstnaná, což bylo o rok později překonáno opětným stoupnutím hodnoty vlny a znovu vzkvétajícím stavebním průmyslem.
V roce 1932 byl kvůli špatné dostupnosti krajiny severně od Portu Jackson vystavěn Sydney Harbour Bridge, čímž bylo značně zvýšeno osídlení v okolní oblasti.
Už od konců zlaté horečky panovala v Austrálii rivalita mezi městy Sydney a Melbourne. Melbourne, hlavní město Victorie, bylo tehdy největší a nejbohatší město Austrálie, začátkem 20. století však Sydney porazilo Melbourne svou populací, a stalo se tak největším městem Austrálie.
V druhé světové válce utrpělo město jen nepatrné škody, které byly zapříčiněné třemi malými japonskými ponorkami, ze kterých byly dvě uloveny v přístavu. Mohla být ulovena i třetí, ta ale nestihla doplout ke své mateřské lodi, a ještě dnes bývá označována za ztracenou. Po ukončení války přišlo do Sydney mnoho emigrantů – město dále rostlo směrem na západ. Od druhé poloviny 20. století emigruje do Sydney mnoho přistěhovalců z asijských zemí a z města se tak stává multikulturní metropole.
Ve Vietnamské válce bylo Sydney důležité místo pro zotavení amerických vojáků. V 70. a 80. letech vznikly v Sydney díky rozvoji hospodářství v Central Business District nové moderní mrakodrapy, čímž Sydney porazilo Melbourne, které bylo do té doby národním městem bankovnictví. Tyto mrakodrapy jsou zde ale poněkud nevhodně vystavěny mezi starými viktoriánskými budovami. V lednu 1994 zničily obrovské požáry 200 domů v předměstí Sydney..
V roce 2000 hostilo Sydney letní olympijské hry.

### 21. století
Od 26. prosince 2001 zničily požáry v buších rozlehlé oblasti Královských národních parků a v Modrých horách za pouhých 23 dní, kdy se stalo obětí plamenů okolo 170 domů a více než 650 000 hektarů lesů a polí. I přes nasazení více než 10 000 hasičů z celé země byly plameny uhašeny teprve obrovskými dešti dosahujícími až 40 mm srážek.
V prosinci roku 2005 došlo v Cronulle, jednom z předměstí Sydney, k rasisticky motivovaným výtržnictvím mezi bílými Australany a libanonskými Australany. U Cronulla Riots bylo zraněno 30 lidí, mezi nimi i šest policistů a 2 sanitáři.
Od 15. do 20. června 2008 se konaly v Sydney XXIII. Světové dny mládeže. Poslední mše, vedené Benediktem XVI., se zúčastnilo 350 000 poutníků. Byl to největší festival v historii Austrálie
Na konci září 2009 bylo Sydney zasaženo nejsilnější písečnou bouří za posledních 70 let.

## Geografie

### Geografická poloha
Město leží na východním pobřeží Austrálie u Tichého oceánu průměrně tři metry nad mořem. Území města (Urbanized Area) má plochu 1687 km2, na které se mimo jiné nachází více než 70 přístavů a pláží, jako například známá pláž Bondi. Území města je tvořeno na pobřežním základu, které se rozprostírá od Tichého oceánu na východu, Modrých hor na západu a Hawkesbury River na severu, až k Royal National Park (Královskému národnímu parku) na jihu. Rozprostírá se na částečně ponořeném pobřežním pásmu, kde stoupla výška oceánu kvůli zaplavení hlubokých říčních údolí, vytesaných v takzvaném Hawkesburském pískovci. Port Jackson, lépe známý jako Sydney Harbour tvoří svou rozlohou 50 km2 a délkou 19 km hlavní rameno a zároveň přirozený přístav Sydney a zároveň i největší přírodní přístav na světě. Od něj odbočují další mořská ramena, jako například Middle Harbour. Sydney není postihováno závažnými zemětřeseními. Podle Sydney Statistical Division, je neoficiální rozloha metropole (Sydney Metropolitan Area) 12 145 km 2. Tato plocha zahrnuje i Central Coast, Modré hory, národní parky a jiné neobydlené části.
Sydney se rozprostírá přes dva geografické regiony: Cumberland Plain, relativně rovinatý region rozprostírající se jižně a západně od přístavu a Hornsby Plateau, pískovcovou plošinou rozprostírající se hlavně na sever od přístavu, která je tvořena spíše strmými údolími. Části města s nejstarším evropským rozvojem se nacházejí v nížinatých oblastech jižně od přístavu. Takzvaná North Shore se rozvíjela pomaleji kvůli hornatému povrchu a nelehkému přístupu okolo přístavu. Sydney Harbour Bridge byl otevřen v roce 1932 a spojuje North Shore se zbytkem města.

### Klima
Sydney má vlhké subtropické klima s teplými léty, studenými zimami a dešťovými srážkami v průběhu roku.
Počasí je úměrné blízkosti k oceánu a extrémnější teploty jsou zaznamenávány spíše ve vnitrozemí.
Nejteplejším měsícem je leden s průměrnou teplotou, naměřenou na Observatory Hill, 18,6 až 25,8 °C. Teplotu vyšší než 30 °C je možno v Sydney naměřit průměrně po 14,6 dne. Nejvyšší lednová naměřená teplota byla 45,3 °C, která byla naměřená 14. ledna 1939 na konci čtyřdenní teplé vlny, která se přehnala Austrálií. V zimě teploty málokdy klesnou pod 5 °C. Nejnižší naměřené minimum bylo 2,1 °C. Dešťové srážky jsou docela rovnoměrně rozloženy mezi léto a zimu, jsou ale trochu častější v první polovině roku, kdy mají dominantní pozici východní větry.
Průměr celkových srážek je s mírnou proměnlivostí 1217 mm, srážky zde padají průměrně 138 dní ročně.. Sněhové srážky byly v Sydney naposledy zaznamenány v roce 1836.. V červenci 2008 byly ale v Sydney k vidění sněhové krupky, které byly mnohými pokládány za sníh, takže není jasné, jestli v roce 1836 padal sníh, nebo právě sněhové krupky.

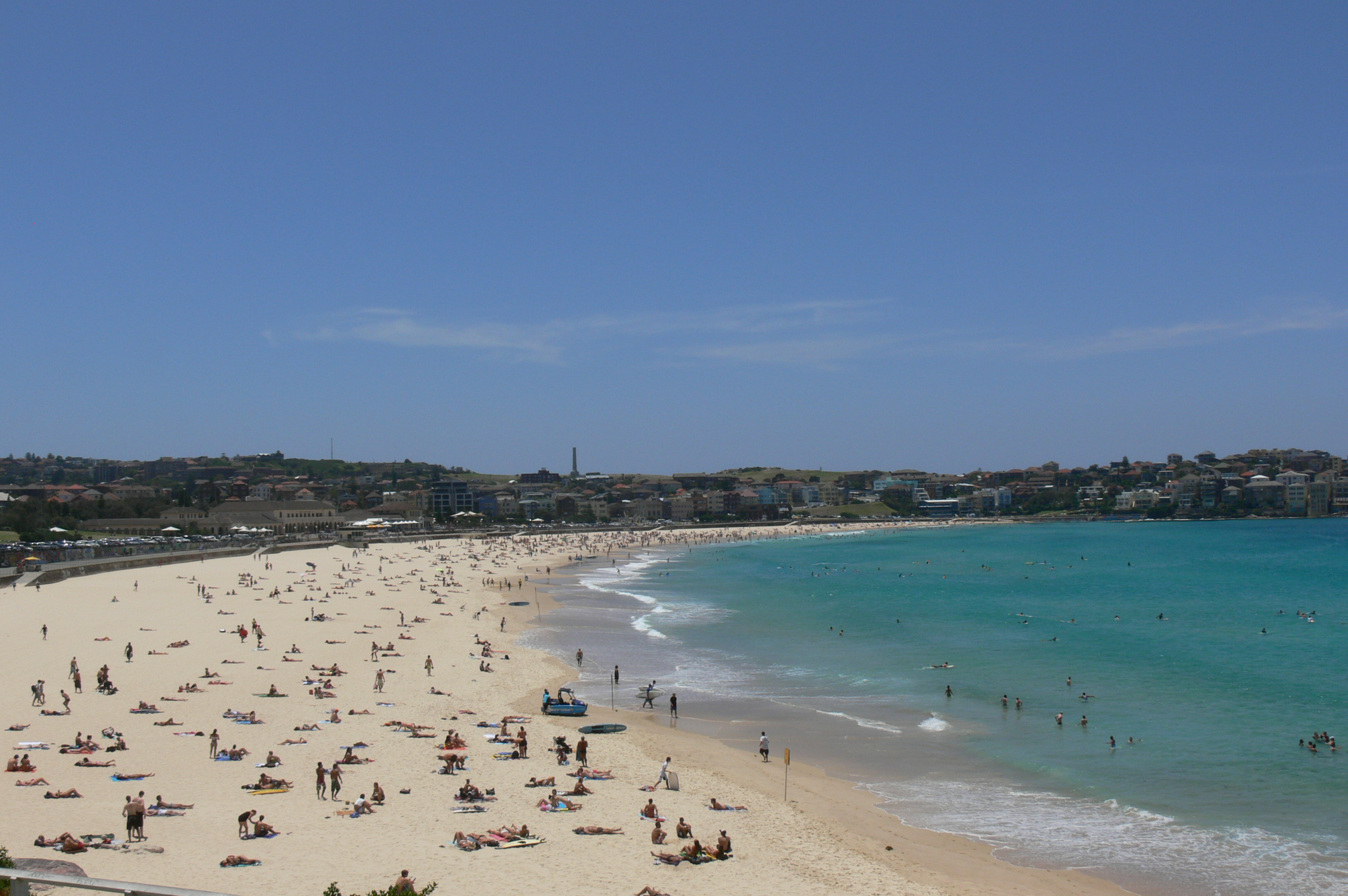
Pláž Bondi na východě Sydney

Město není napadáno tropickými cyklónami. Jižní kmitání El Niña hraje důležitou roli v předpovědích počasí pro Sydney: na jedné straně jsou sucho a požáry, na straně druhé bouře a záplavy, související s protikladnými fázemi oscilace. Mnoho částí města, které hraničí s buší zažilo požáry, které se zde vyskytovaly hlavně v letech 1994 a 2001–02 (tehdejšímu období se říká Black Christmas – Černé Vánoce), kdy se požáry vyskytovaly hlavně na jaře a v létě. Ve městě se také objevují krupobití a velké bouře. Mezi největší se řadí bouře z roku 1999, která napadla předměstí a severní část města. V bouři padaly kroupy s průměrem větším než 9 cm a opravy si vyžádaly 1,7 miliard australských dolarů (A$), které počasí utratilo za méně než pět hodin.
Město je také náchylné k bleskovým povodním, které přicházejí s deštěm z East Coast Lows (kde je nízká tlaková níže, která může přinést podstatné škody při velkých bouřích, či cyklónových větrech). Nejpozoruhodnější událost byla velká záplava Sydney, která přišla 6. srpna 1986 a kdy napršelo rekordních 327,6 mm za 24 hodin. Tato bouře způsobila velké problémy v celém městě.
Bureau of Meteorology oznámilo, že léta v letech 2002–2005 byla nejteplejší v Sydney od rekordů začínajících v roce 1859: v roce 2004 vystoupala nejvyšší denní teplota až na 23,39 °C, v roce 2005 na 23,35 °C, v roce 2002 na 22,91 °C a v roce 2003 na 22,65 °C. Průměr denního maxima mezi léty 1859 a 2004 byl 21,6 °C. Za prvních devět měsíců roku 2006 byla průměrná teplota 18,41 °C; předešlý nejteplejší rok byl 2004 s průměrem 18,51 °C. Od listopadu 2003 byly zaznamenány jen dva měsíce, kdy kleslo průměrné denní maximum pod průměr: březen 2005 (cca 1 °C pod průměrem) a červen 2006 (0,7 °C pod průměrem).
Léto v letech 2007–08 se zdá být jako jedno z nejchladnějších. Bureau of Meteorology oznámilo, že to bylo nejchladnější léto za posledních 11 let, nejvlhčí léto za posledních 6 let a jedno z pouze tří let, kdy nejvyšší teplota nevystoupala na více než 31 °C.
Přes rok 2009 zaznamenalo Sydney teplé zimní dny, suché nárazové větry a fenomenální písečnou bouři v září, která přišla z vnitrozemí a pokryla Sydney vrstvou oranžového prachu. Byla to nejhorší písečná bouře za posledních 70 let.
Průměrná denní teplota se na Observatory Hill vyšplhala na 22,9 °C, čímž byl o více než 0,9 °C překonán historický rekord. Tato teplota se řadí na sedmé místo nejvyšších průměrných teplot od rekordů v roce 1859. V průběhu tohoto roku se noční teploty na Observatory Hill vyšplhaly na 15,1 °C, což bylo 1,2 °C nad historickým průměrem.
V prvních týdnech února 2010 se Sydney stalo obětí několika nejvyšších dešťových srážek za poslední roky, které zapříčinily bleskové povodně a chaos v dopravě. 4. února byly v některých částech North Shore zaznamenány největší deště za posledních 20 let. 12. a 13. února byly některé části zasaženy blesky, které propukly v déšť a silné větry, kvůli kterým vypadl proud a který ničil domy. 13. února přepadla Sydney jedna z největších bouří za poslední dekádu s 64 mm srážek, naměřených na Observatory Hill. Déšť byl zapříčiněn pozůstatky tropické cyklóny Olga a vlhkými severovýchodními větry, které vedly k brázdě nízkého tlaku vzduchu.
| Sydney – podnebí               | Sydney – podnebí | Sydney – podnebí | Sydney – podnebí | Sydney – podnebí | Sydney – podnebí | Sydney – podnebí | Sydney – podnebí | Sydney – podnebí | Sydney – podnebí | Sydney – podnebí | Sydney – podnebí | Sydney – podnebí | Sydney – podnebí |
| Měsíc                          | Leden            | Únor             | Březen           | Duben            | Květen           | Červen           | Červenec         | Srpen            | Září             | Říjen            | Listopad         | Prosinec         | Celoroční údaj   |
| ------------------------------ | ---------------- | ---------------- | ---------------- | ---------------- | ---------------- | ---------------- | ---------------- | ---------------- | ---------------- | ---------------- | ---------------- | ---------------- | ---------------- |
| Nejvyšší teplota (°C)          | 45,3             | 42,1             | 39,8             | 33,9             | 30,0             | 26,9             | 25,9             | 31,3             | 34,6             | 38,2             | 41,8             | 42,2             | 45,3             |
| Nejvyšší průměrná teplota (°C) | 25,9             | 25,7             | 24,7             | 22,4             | 19,4             | 16,9             | 16,3             | 17,8             | 19,9             | 22,1             | 23,6             | 25,2             | 21,7             |
| Nejnižší teplota (°C)          | 10,6             | 9,6              | 9,3              | 7,0              | 4,4              | 2,1              | 2,2              | 2,7              | 4,9              | 5,7              | 7,7              | 9,1              | 2,1              |
| Nejnižší průměrná teplota (°C) | 18,7             | 18,8             | 17,5             | 14,7             | 11,5             | 9,3              | 8,0              | 8,9              | 11,0             | 13,5             | 15,6             | 17,5             | 13,8             |
| Srážky (mm)                    | 102,0            | 117,9            | 129,4            | 126,4            | 120,7            | 130,6            | 97,3             | 81,2             | 69,1             | 77,6             | 83,1             | 77,9             | 1212,5           |
| Vlhkost (v procentech)         | 62               | 64               | 62               | 59               | 57               | 57               | 51               | 50               | 51               | 56               | 58               | 59               | 57               |
| Průměr deštivých dnů           | 12,1             | 12,3             | 13,3             | 12,0             | 11,8             | 11,4             | 10,3             | 9,9              | 10,3             | 11,4             | 11,5             | 11,5             | 137,8            |
| Slunečné hodiny                | 220              | 188              | 198              | 192              | 183              | 165              | 198              | 220              | 216              | 223              | 234              | 236              | 2482             |
| zdroj: Bureau of Meteorology   |                  |                  |                  |                  |                  |                  |                  |                  |                  |                  |                  |                  |                  |

## Struktura města

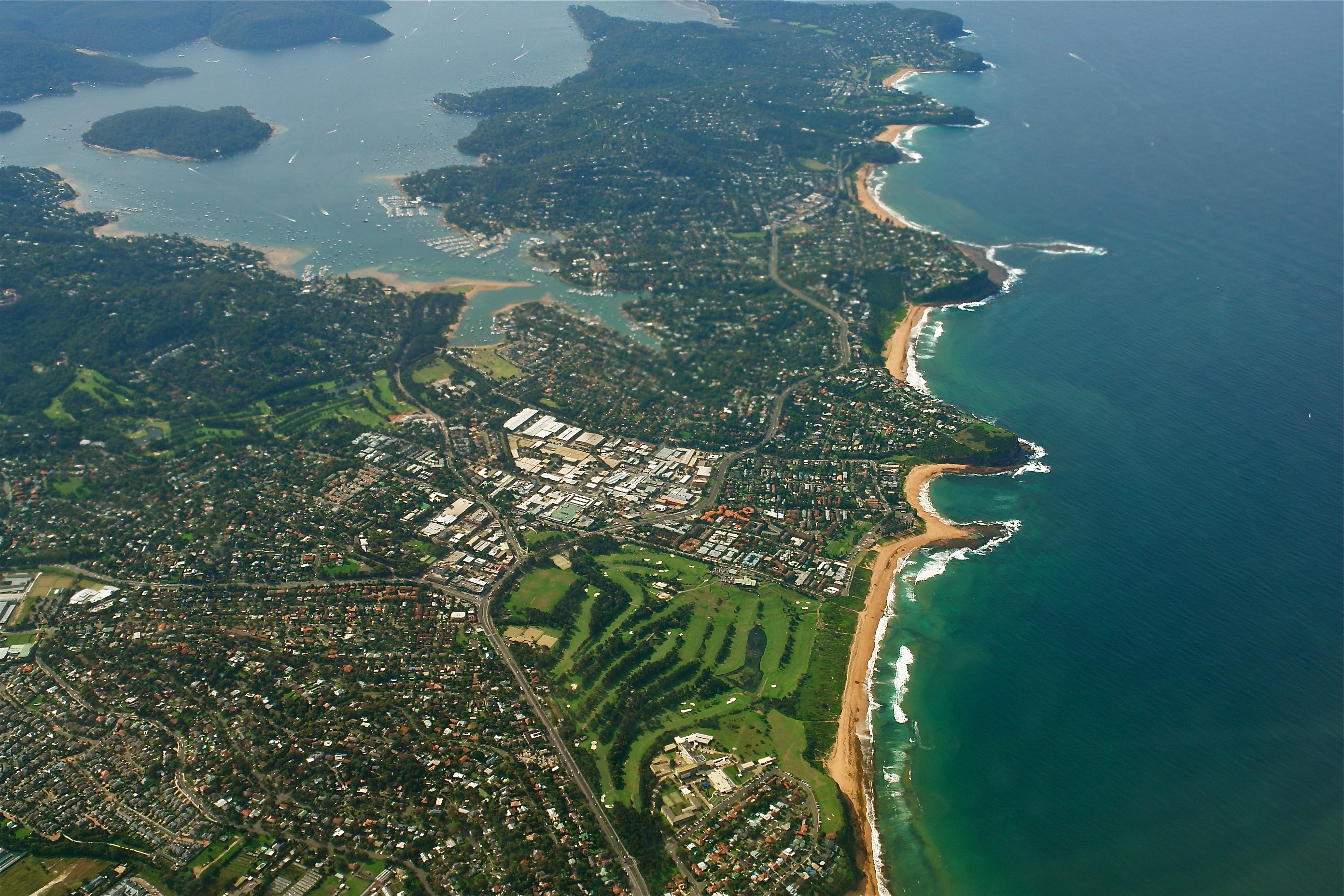
Northern Beaches v Sydney. Metropolitní část města je vytyčena velkými městskými plochami a (na východě) z pláží podél Tasmanského moře

Hlavní obchodní část města (CBD – Central Business District) se nachází asi 3 km jižně od Sydney Cove směrem k prostoru okolo hlavního železničního nádraží. CBD se nachází na jižní straně u parků a západně od Darling Harbour – oblasti hojně navštěvované turisty, střediska noční zábavy.
I když CBD dominovala kulturnímu a obchodnímu životu ve svých počátečních dnech, po druhé světové válce se začaly stavět další kulturně-obchodní čtvrti. Výsledkem byl pokles úředníků v CBD z více než 60% na konci druhé světové války na méně než 30% v roce 2004.
Společně s nákupní čtvrtí v North Sydney, připojenou k CBD u Harbour Bridge je nejvýznamnější vnější obchodní částí Parramatta City (také na západě), Bondi Junction na východě, Liverpool na jihozápadu, Chatswood na severu a Hurstville na jihu.
Rozsáhlé území Sydney je formálně rozděleno do 642 předměstí (kvůli poštovním záležitostem), které jsou spravovány 40 lokálními vládními prostory. V Sydney není žádná metropolitní vláda, ale vláda Nového Jižního Walesu, jejíž orgány mají velké závazky v nabízení metropolitních služeb.
City of Sydney samotné pokrývá poměrně malou plochu, která zahrnuje CBD a její sousední předměstí. Kromě toho jsou regionální názvy používány informativně, aby mohly jednodušeji popisovat větší části městské oblasti, kterými jsou: Eastern Suburbs, Hills District, Inner West, Canterbury-Bankstown, Greater Western Sydney, Northern Beaches, Northern Suburbs, North Shore, St George, Southern Sydney, South-western Sydney, Sutherland Shire a Western Sydney. Spousta předměstí však není pokryto ani jednou z těchto kategorií.

## Demografie

### Obyvatelé

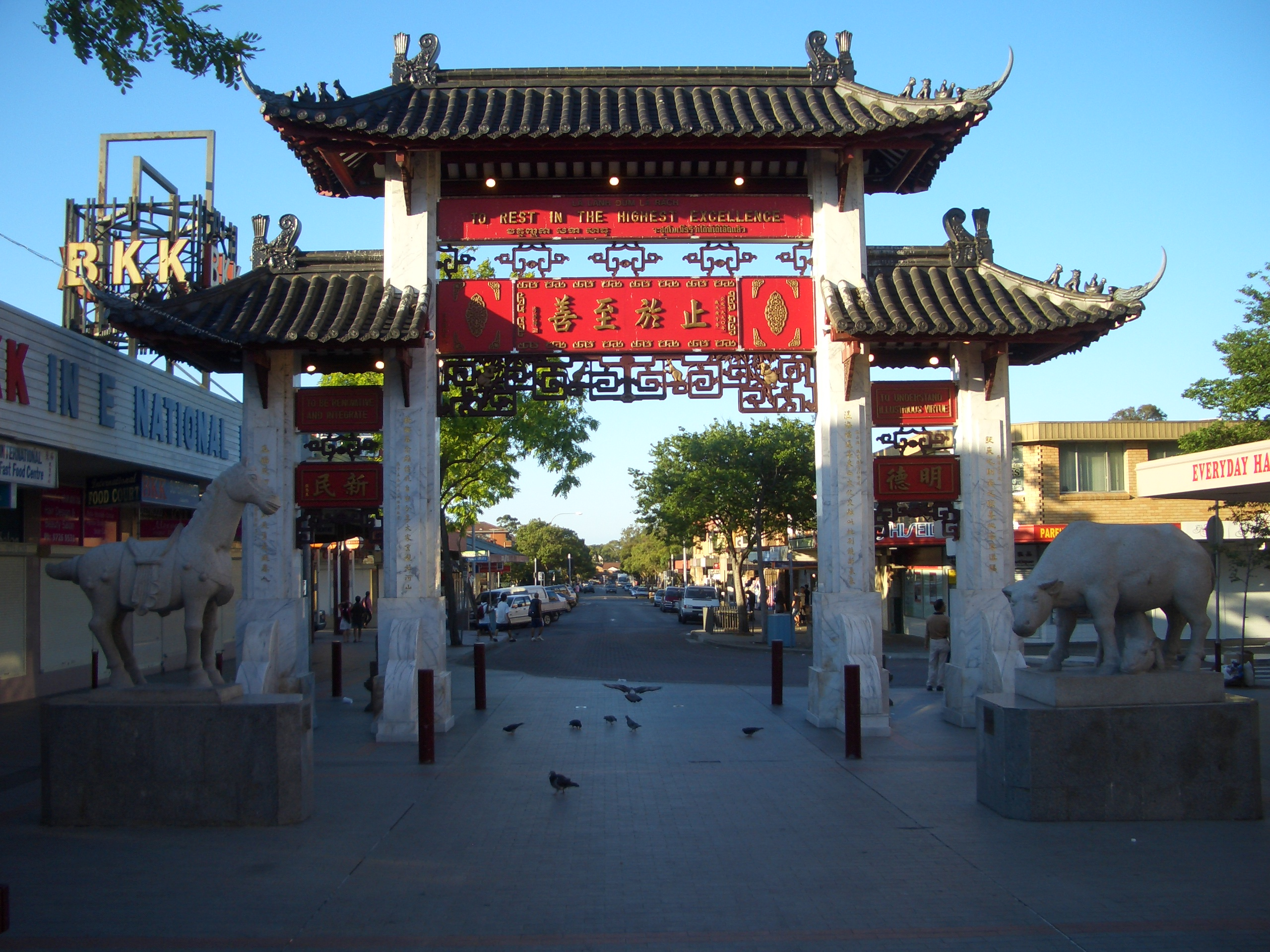
Freedom Arch v Cabramattě, předměstský domov velké části vietnamské populace v Sydney

Sčítání lidu v roce 2006 ukázalo, že má Sydney 4 119 190 obyvatel (což jsou asi dvě třetiny všech obyvatel Nového Jižního Walesu),, ze kterých žije 3 641 422 na území města.
Vnitřní část Sydney byla nejobydlenější s 4 023 obyvateli na km2.
Podle sčítání lidu v roce 2006 jsou nejčastější národnosti obyvatel Sydney: Australané, Britové australského původu, Irové australského původu, Skoti australského původu a Číňané. Sčítání také ukázalo, že 1. 1% skotské populace se cítí být Austrálci a 31. 7% se narodilo v cizině.
Tato data potvrzují, že je Sydney multikulturní. V Sydney lze zde najít mnoho čtvrtí, které jsou obydleny výhradně cizinci – např.: italští přistěhovalci žijí ve čtvrtích Leichhardt, Haberfield nebo Five Dock, Řekové ve čtvrtích Earlwood a Marrickville, lidé z Libanonu ve čtvrtích Lakemba a Bankstown, Korejci ve čtvrtích Campsie a Strathfield, Irové a lidé z Nového Zélandu ve čtvrtích Bondi (Sydney), Židé ve čtvrtích Bondi, Waverley, St Ives a Rose Bay, Indové ve čtvrtích Westmead a Parramatta,Číňani ve čtvrtích Hurstville, Chatswood a Haymarket (Sydneys Chinatown) a Vietnamci ve čtvrti Cabramatta. 16. 9% populace Sydney je tvořeno asijskými Australany. Tři hlavní místa, odkud pocházejí emigranti jsou Spojené království, Čína a Nový Zéland, které jsou následovány Vietnamem, Libanonem, Indií, Itálií a Filipínami.
Většina obyvatel je rodilými mluvčími australské angličtiny; hodně z nich jich ale také ještě mluví druhým cizím jazykem, z nichž nejčastější jsou: arabština, čínské jazyky a řečtina. Sydney má sedmý největší podíl cizorozených obyvatel na světě. Přistěhovalci představují 75% každoročního přírůstku obyvatelstva.
Průměrný věk obyvatel Sydney je 34 let; 12% populace je starší 65 let. 15. 2% obyvatel Sydney má minimální titul bakalář.

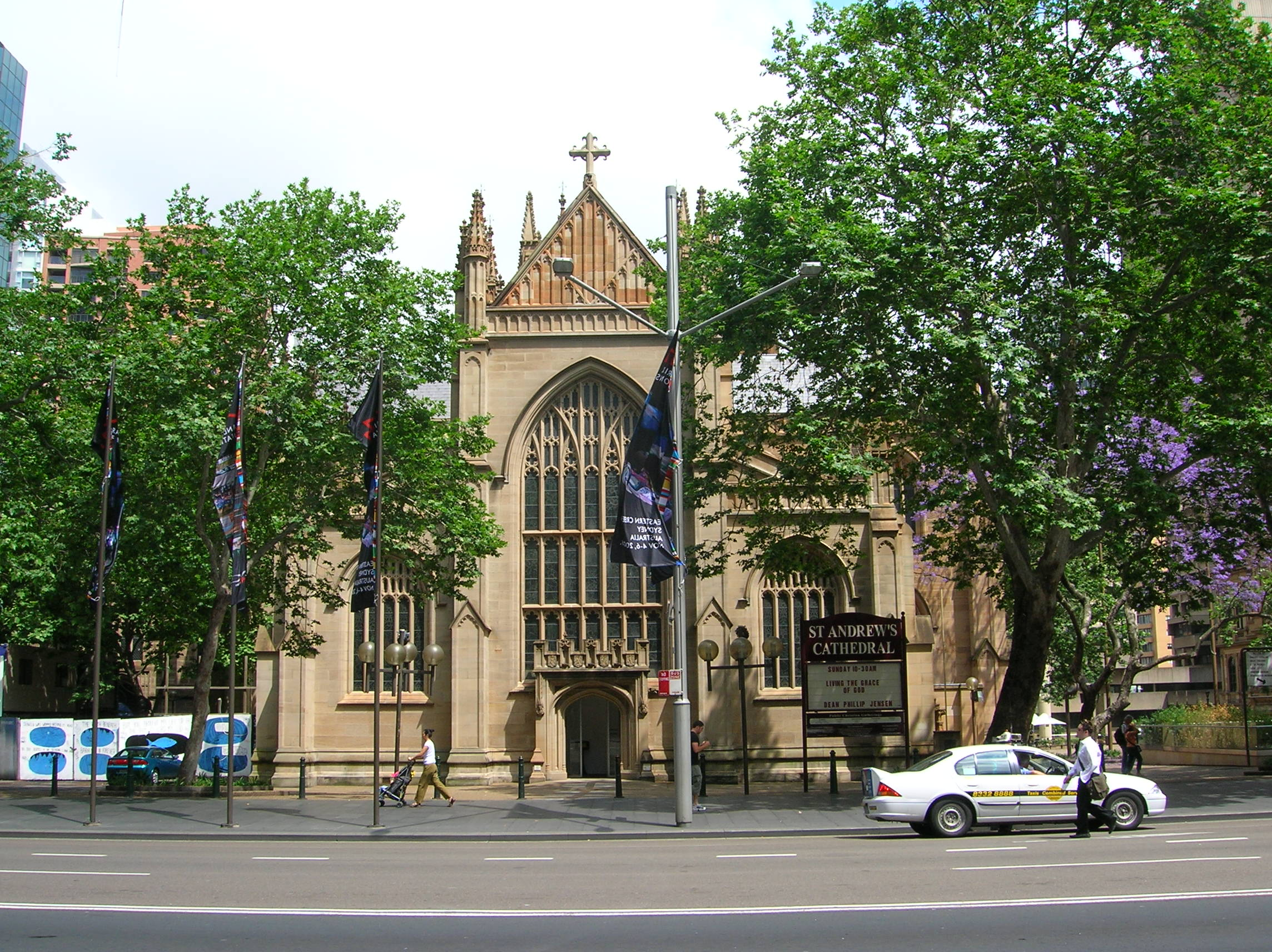
St Andrew's Cathedral

### Náboženství

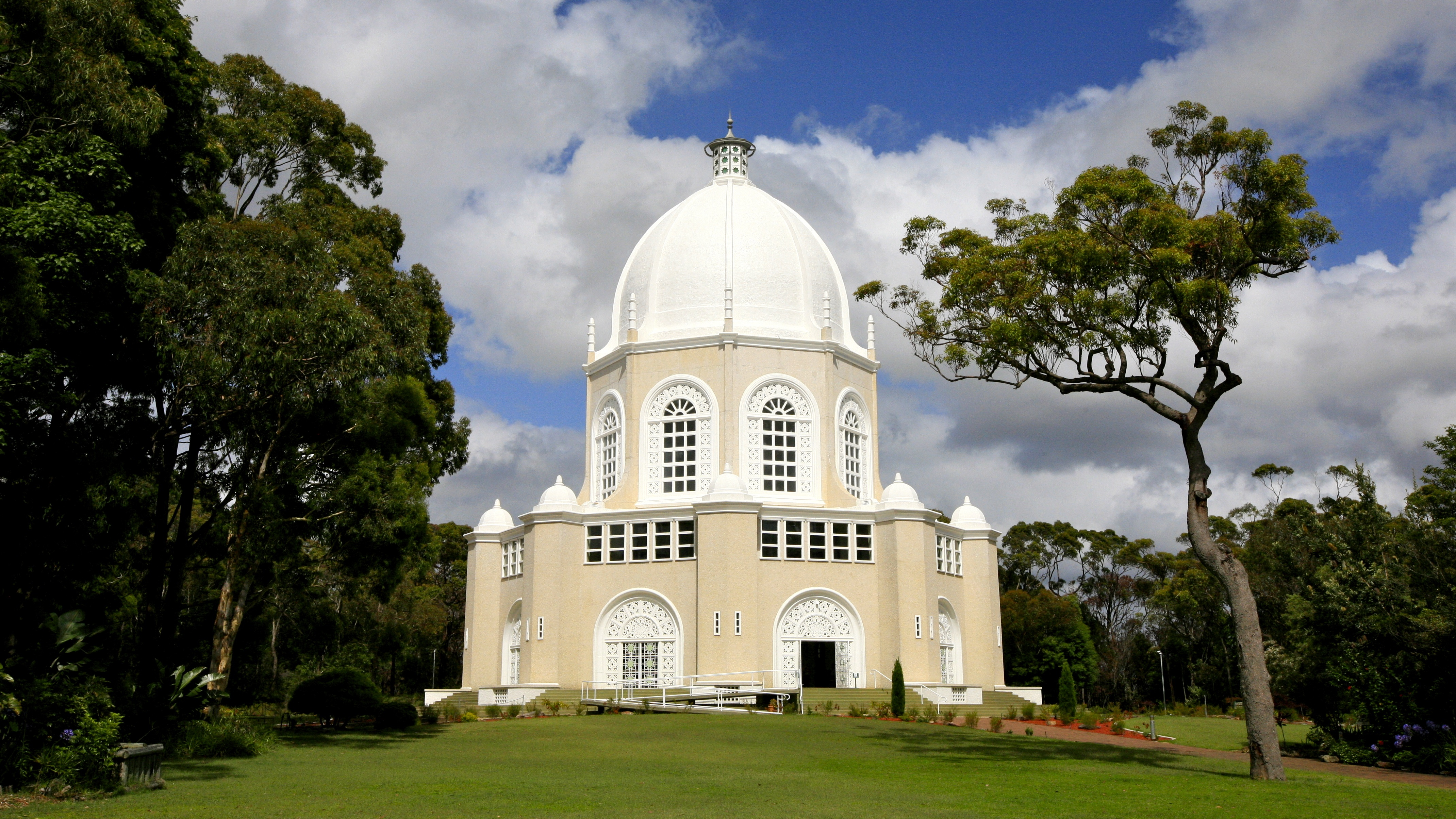
Modlitebna Bahá'í v Sydney

V roce 2006 se 64 % obyvatel označilo za křesťany, 14,1 % bylo bez vyznání, 10,4 % na otázku neodpovědělo, 3,9 % se označilo za muslimy, 3,7 % za buddhisty, 1,7 % za hinduisty, 0,9 % za židy a 0,4 % za bahaisty.

Římskokatolická církev je organizována v arcidiecézí Sydney, která byla založena v roce 1834 jako apoštolský vikariát a na diecézi povýšena 22. dubna 1842. Je to jedno z typických sídel kardinála katolické církve, arcibiskupovi jsou zde ku pomoci dva pomocní biskupové. Církevní provincie dnes zahrnuje diecéze Armidale, Bathurst, Broken Bay, Lismore, Maitland-Newcastle, Parramatta, Wagga Wagga, Wilcannia-Forbes a Wollongong. Arcibiskupem Sydney je od roku 2001 George Pell.
U Mona Vale, které se nachází 35 kilometrů severně od Sydney, se nachází jediná modlitebna Bahá'í v Austrálii, která byla založená v září roku 1961.

### Vývoj počtu obyvatel
Město zažilo v 19. a 20. století obrovský nárůst počtu obyvatel. Zatím co v roce 1800 zde žilo 2540 lidí, v roce 1871 to bylo už 135 000, v roce 1933 bylo obyvatel 1 200 000 a v roce 1954 to bylo 1 860 000 obyvatel. Do roku 2006 se toto číslo zdvojnásobilo na 3 640 000.
| Datum           | Populace  | Poznámka      |
| --------------- | --------- | ------------- |
| 1800            | 2 540     |               |
| 1820            | 12 000    |               |
| 1851            | 39 000    |               |
| 1861            | 93 700    |               |
| 1871            | 134 800   | Zlatá horečka |
| 3. duben 1881   | 224 200   |               |
| 5. duben 1891   | 383 400   |               |
| 31. březen 1901 | 487 900   |               |
| 2. duben 1911   | 636 400   |               |
| 4. duben 1921   | 897 600   |               |
| 30. červen 1933 | 1 235 400 |               |
| 30. červen 1947 | 1 484 400 |               |
| 30. červen 1954 | 1 863 200 |               |
| 30. červen 1961 | 2 181 200 |               |
| 30. červen 1966 | 2 450 000 |               |
| 30. červen 1971 | 2 799 600 |               |
| 30. červen 1976 | 2 770 000 |               |
| 30. červen 1981 | 2 870 000 |               |
| 30. červen 1986 | 2 989 100 |               |
| 30. červen 1991 | 3 097 956 |               |
| 9. srpen 1996   | 3 276 207 |               |
| 7. srpen 2001   | 3 502 301 |               |
| 8. srpen 2006   | 3 641 431 |               |
| 2008            | 4 399 722 |               |
| 2010            | 4 504 469 |               |
| 2026            | 5 487 200 | (Předpoklad)  |
| 2056            | 7 649 000 | (Předpoklad)  |

| Stát               | Populace (2006) |
| ------------------ | --------------- |
| Spojené království | 175 166         |
| Čína               | 109 142         |
| Nový Zéland        | 81 064          |
| Vietnam            | 62 144          |
| Libanon            | 54 502          |
| Indie              | 52 975          |
| Filipíny           | 52 087          |
| Itálie             | 44 563          |
| Hongkong           | 36 866          |
| Jižní Korea        | 32 124          |

## Politika

### Vláda

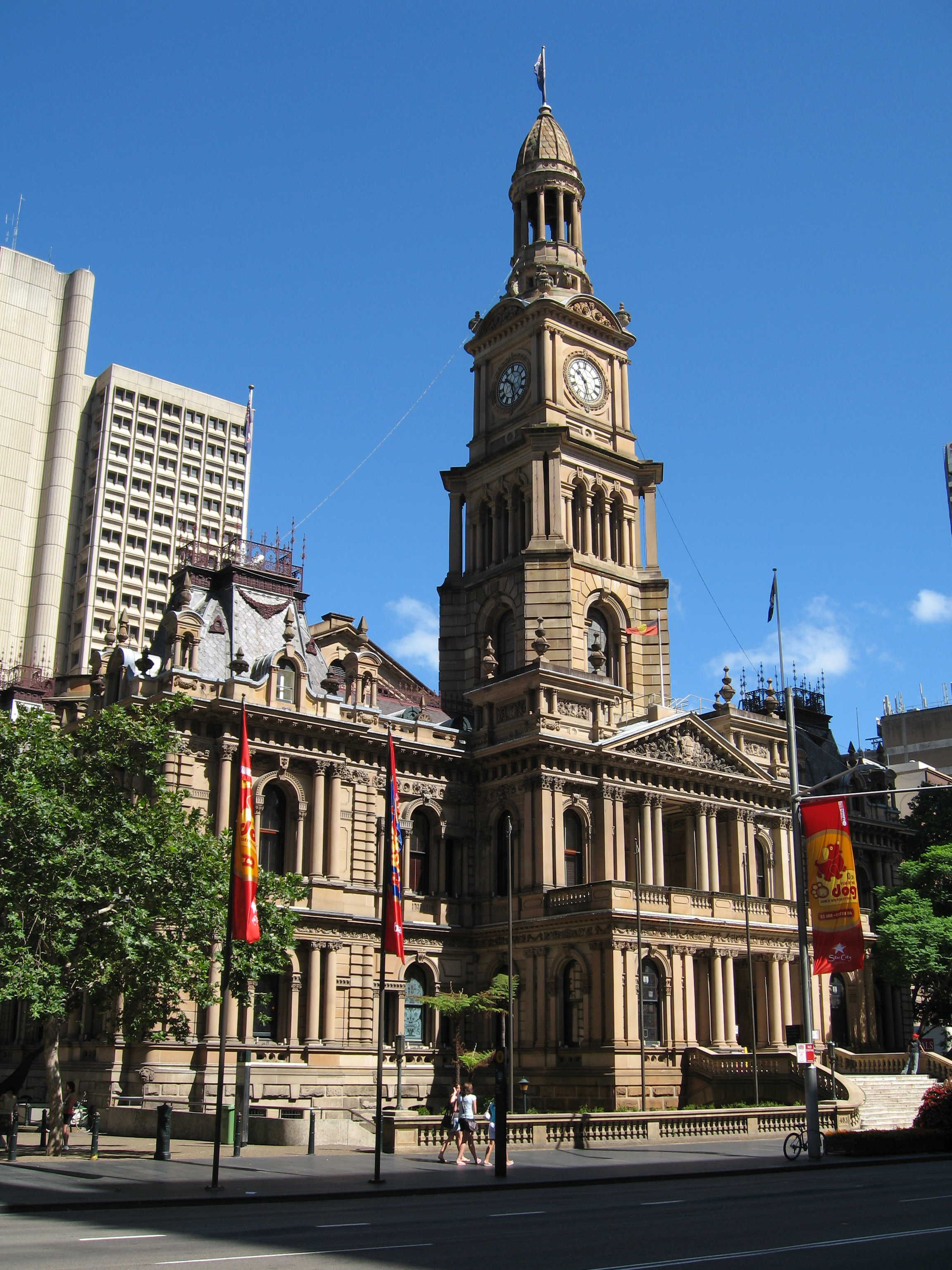
Radnice – Sydney Town Hall

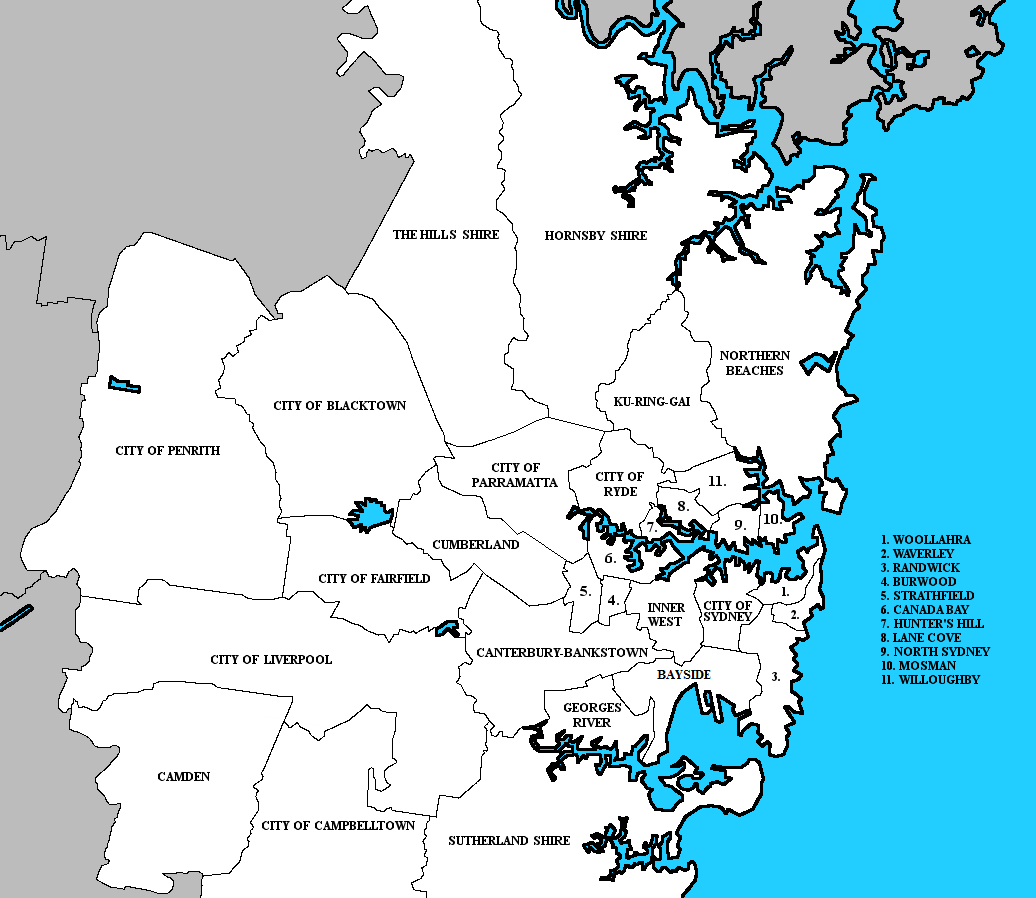
Oblasti lokálních vlád v Sydney

S výjimkou limitované funkce Cumberland County Council v letech 1945–1964 Sydney nikdy nemělo vládu pro celé metropolitní území – celé území je rozděleno do takzvaných Local Government Areas, česky Lokálních vládních částí, někdy i pod zkratkou LGA. Tato území mají zvolenou radu, která je zodpovědná za úkoly, které jí jsou přiděleny vládou Nového Jižního Walesu.
Do City of Sydney patří CBD a některá předměstí, v minulých letech byl rozšířen amalgamací s některými LGA, jako je například South Sydney. Je vedena zvoleným Lord Mayor of Sydney a městským úřadem. Lord Mayor je ale někdy zmiňován jako starosta celého města, hlavně při speciálních událostech, jakými jsou například Olympijské hry.
Většina činností vlád, které jsou platné pro celé město, je kontrolováno vládou státu. Mezi tyto činnosti patří veřejná doprava, výstavba silnic a kontrola dopravy, činnosti policie, vzdělání a plánování hlavních infrastrukturních projektů. Vláda je již tradičně neochotná povolit rozvoj subjektů vlády, protože velká část populace Nového Jižního Walesu žije v Sydney a vláda se obává soupeření proti ní. Kvůli této skutečnosti bylo (a je) Sydney středem pozornosti jak státních vlád, tak federální vlády. Například hranice LGA City of Sydney byly doposud minimálně čtyřikrát výrazně změněny od roku 1945 tak, aby vyhovovaly vládnoucí vládě Nového Jižního Walesu v té době.
Klasifikace městských částí, ze kterých se Sydney skládá, se mění. Local Government Association of New South Wales považuje všechny LGA, které leží úplně v Cumberland County jako část své skupiny 'Metro', ve které není zařazena část Camden (která je zařazena ve skupině 'Country'). Australian Bureau of Statistics definuje Sydney Statistical Division (čísla populace, která jsou zveřejněna v tomto článku), která obsahuje všechny městské části, jak i Wollondilly, the Blue Mountains, Hawkesbury, Gosford a Wyong.
Seznam 38 LGA Sydney:
- Ashfield
- Auburn
- Bankstown
- Blacktown
- Botany Bay
- Burwood
- Camden
- Campbelltown
- Canada Bay
- Canterbury
- Fairfield
- The Hills
- Holroyd
- Hornsby
- Hunter's Hill
- Hurstville
- Kogarah
- Ku-ring-gai
- Lane Cove
- Leichhardt
- Liverpool
- Manly
- Marrickville
- Mosman
- North Sydney
- Parramatta
- Penrith
- Pittwater
- Randwick
- Rockdale
- Ryde
- Strathfield
- Sutherland
- Sydney
- Warringah
- Waverley
- Willoughby
- Woollahra

## Hospodářství

### Ekonomika
Největší ekonomické sektory v Sydney, pokud je měříme podle počtu zaměstnaných lidí, jsou majetkové a obchodní služby, maloobchodní prodej, průmyslová výroba a zdravotnické a veřejné služby. Od osmdesátých let 20. století se začal zvyšovat podíl lidí zaměstnaných ve službách a v informačních sektorech, zároveň s klesajícím podílem zaměstnanců v průmyslové výrobě. Sydney vyprodukuje zhruba 25% HDP.

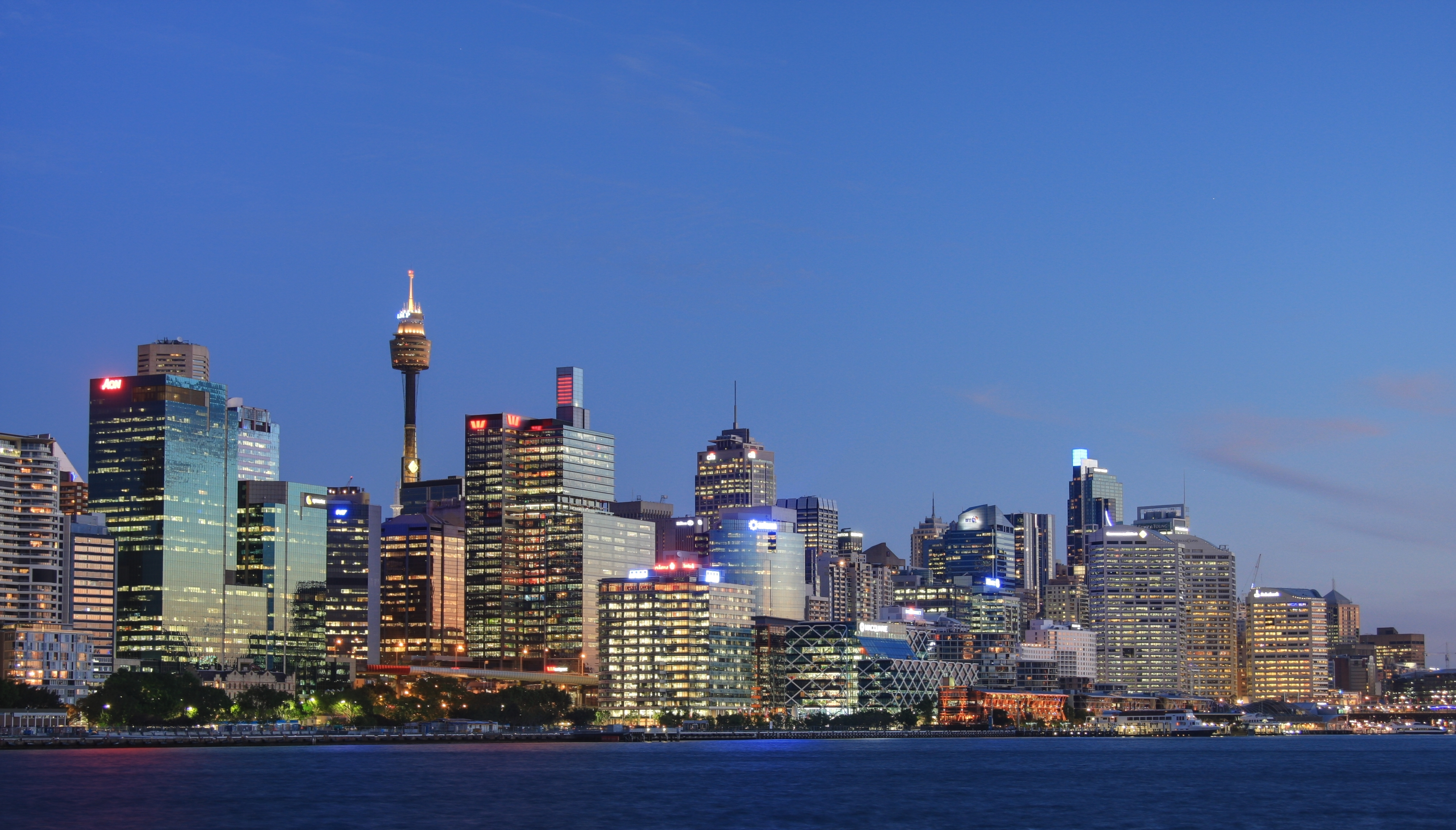
City of Sydney, viditelné z předměstí Balmain.

Australian Securities Exchange a Reserve Bank of Australia, které se v Sydney nacházejí, slouží jako hlavní kanceláře asi 90 bank, více než poloviny největších australských společností a jako regionální kanceláře asi 500 nadnárodních společností. Z deseti australských společností s největším obratem mají čtyři své hlavní kanceláře v Sydney: Caltex Australia, Commonwealth Bank, Westpac a Woolworths. Z 54 autorizovaných australských bank má 44 svou základnu v Sydney, mezi které se počítá i 11 cizích vedlejších bank v Austrálii a také je zde všech 29 lokálních poboček cizích bank. Mezi hlavní cizí autorizované banky v Sydney se počítají Citigroup, UBS Australia, Mizuho Corporate Bank, HSBC Bank Australia, nebo Deutsche Bank.
Mezi nákupní části CBD se řadí Queen Victoria Building, pěší zóna Pitt Street a mezinárodní luxusní butiky na tišším severním konci Oxford Street v Paddingtonu a Crown Street ve Woollahře, zatímco King Street v Newtown a Glebe Point Road ve městě jsou spíše pro studenty a pro lidi s alternativním způsobem života.
V roce 2004 přijelo do Sydney 7. 8 milionů australských turistů a 2. 5 milionů mezinárodních turistů. V roce 2007 založil tehdejší premiér Nového Jižního Walesu, Morris Iemma, takzvané Events New South Wales (Události New South Walesu), aby „předvedl Sydney a Nový Jižní Wales jako vedoucí světové destinace pro různé události“. Fox Studios Australia mají ve městě velké filmové ateliéry.
V roce 2004 byla nezaměstnanost v Sydney 4. 9 %. Podle The Economist Intelligence Unit's Worldwide cost of living survey je Sydney šestnácté nejdražší město na světě, ačkoli průzkum švýcarské banky UBS zařadilo Sydney na patnácté místo ve světě z hlediska čistých výnosů. Od září 2009 má Sydney nejvyšší ceny domů ze všech australských hlavních měst v průměrné výši 569 000$, průměrnou cenu jednotky 400 000$. Sydney má také nejvyšší průměrnou cenu nájemného ze všech australských měst ve výši $450 týdně.
Sydney představuje asi 12% celkové zemědělské produkce Nového Jižního Walesu (průměrně 1 miliardu dolarů za rok). Sydney vyprodukuje 55% produkce květin Nového Jižního Walesu a 58% rašeliny Nového Jižního Walesu a má 44% všech lesních školek Nového Jižního Walesu.
V letech 1994–1995 Sydney vyprodukovalo 44% drůbeže Nového Jižního Walesu a 48% všech vajec v Novém Jižním Walesu.

### Nákupní možnosti

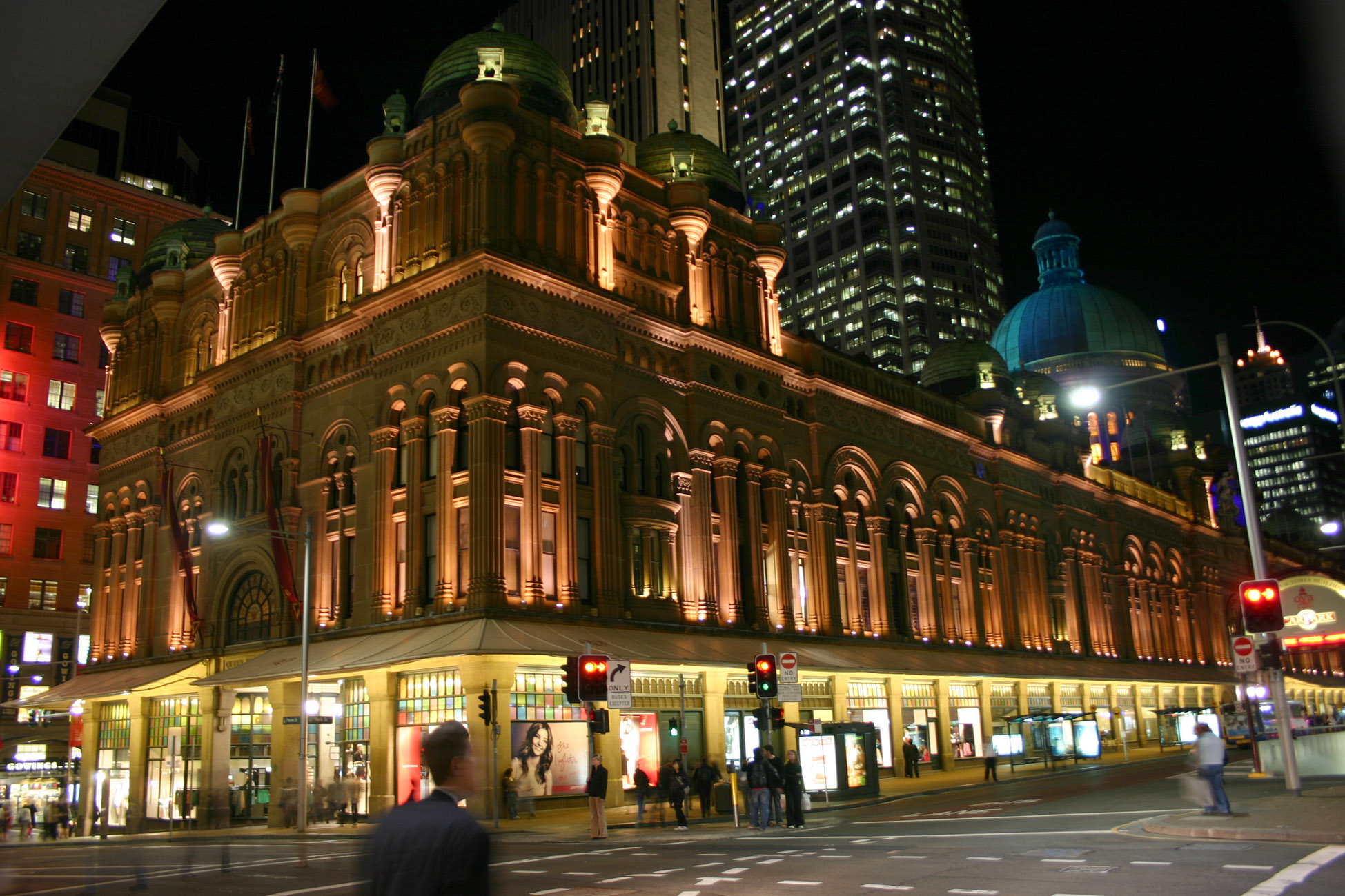
Queen Victoria Building

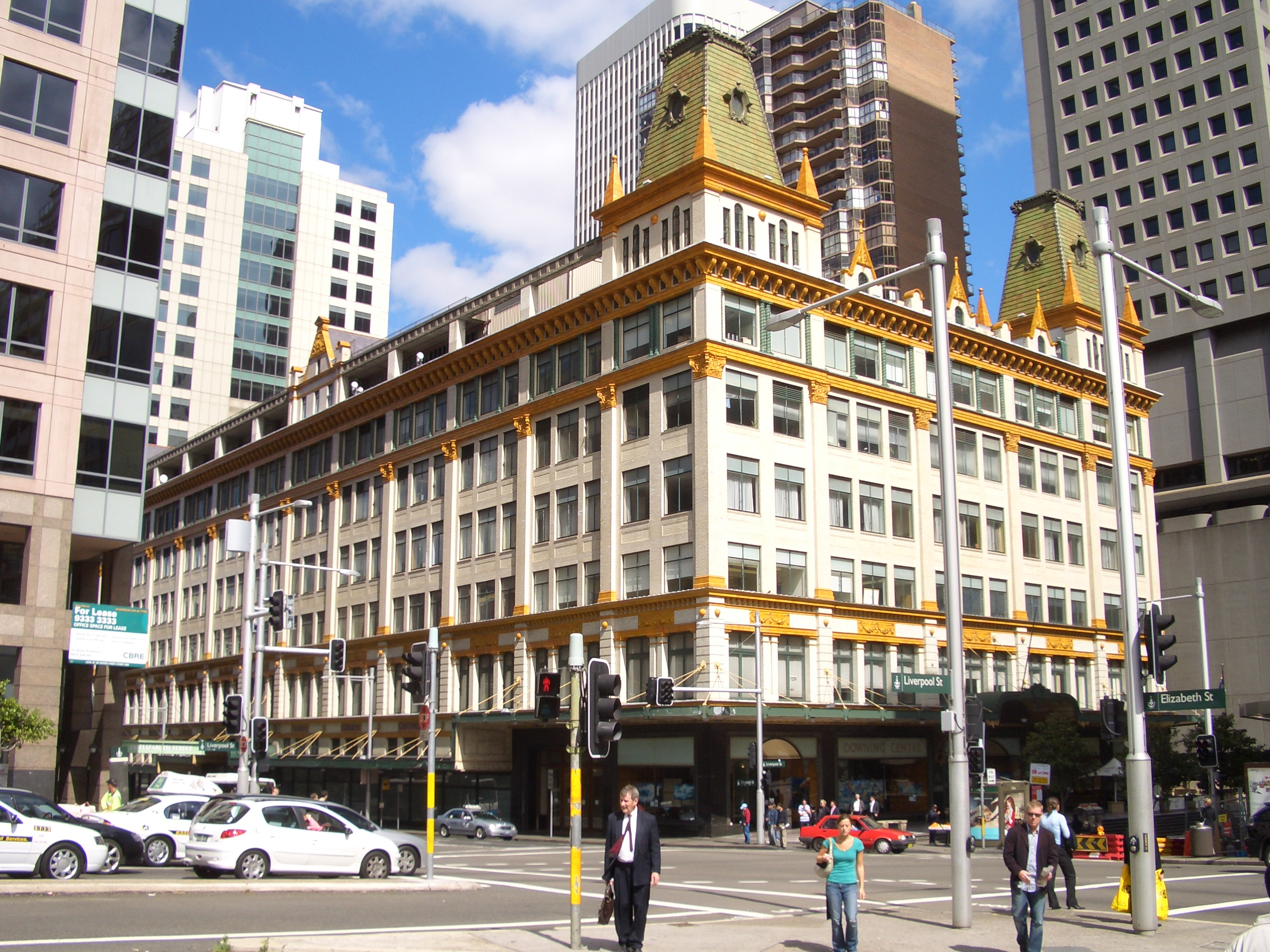
Mark Foy’s Department Store

Hlavní obchodní zóna nacházející se v pomyslném obdélníku mezi Elizabeth, King, George a Park Street pokrývá pěší zónu Pitt St Mall a zrestaurované budovy jako například obchodní dům Queen Victoria Building. Původní tržiště bylo úplně zrenovováno a v roce 1986 znovuotevřeno jako nákupní centrum s mnoha módními obchody a antikvariáty. Myers v George Street je obchodní dům ze skla a oceli s přidruženým nákupním centrem v centru Sydney.
V George Street stojí taky nákupní pasáž The Strand Arcade z 19. století s mnoha ozdobami a sklem. Nákupní centrum Argyle Stores v Argyle Street pojímá různé malé butiky v budově z 19. století. David Jones v Elizabeth Street, tak jako i v Market Street a Ecke Castlereagh Street je tradičním obchodním domem Sydney. Zákazník zde najde velký výběr oblečení s celým patrem australské a mezinárodní módy.
Skygarden v Castlereagh Street nabízí na šesti patrech mnoho módních obchodů. Oděvy nově vyhlášených designerů se nacházejí ve třetím patře, pod nimi se nachází kavárny a obchody se šperky. V Castlereagh Street stojí také Mark Foy’s Department Store s velkým výběrem obuvi.
Paddy's Market je komplex budov, nacházejících se v Hay Street a Ecke Thomas Street, jižně od Čínské čtvrti v blízkosti Entertainment Centre, který nabízí jak ovoce a zeleninu, tak i rostliny, oděvy a suvenýry. V blízkosti Paddy's Market leží Market City s početnými obchody se suvenýry, textilem a restauracemi.
Rybí trh Sydney v Bank Street hraničí s Haymarketem a Darling Harbour. Trh zásobuje Sydney denně čerstvými rybami a jinými mořskými plody, které jsou připravovány, ale i prodávány na různých plážích. Z pláží je možno vidět rybářské čluny a Anzac Bridge. V Paddington Market v Oxford Street nabízejí své produkty umělci, mladí designeři a výrobci klobouků.

### Turismus

#### Odpočinek

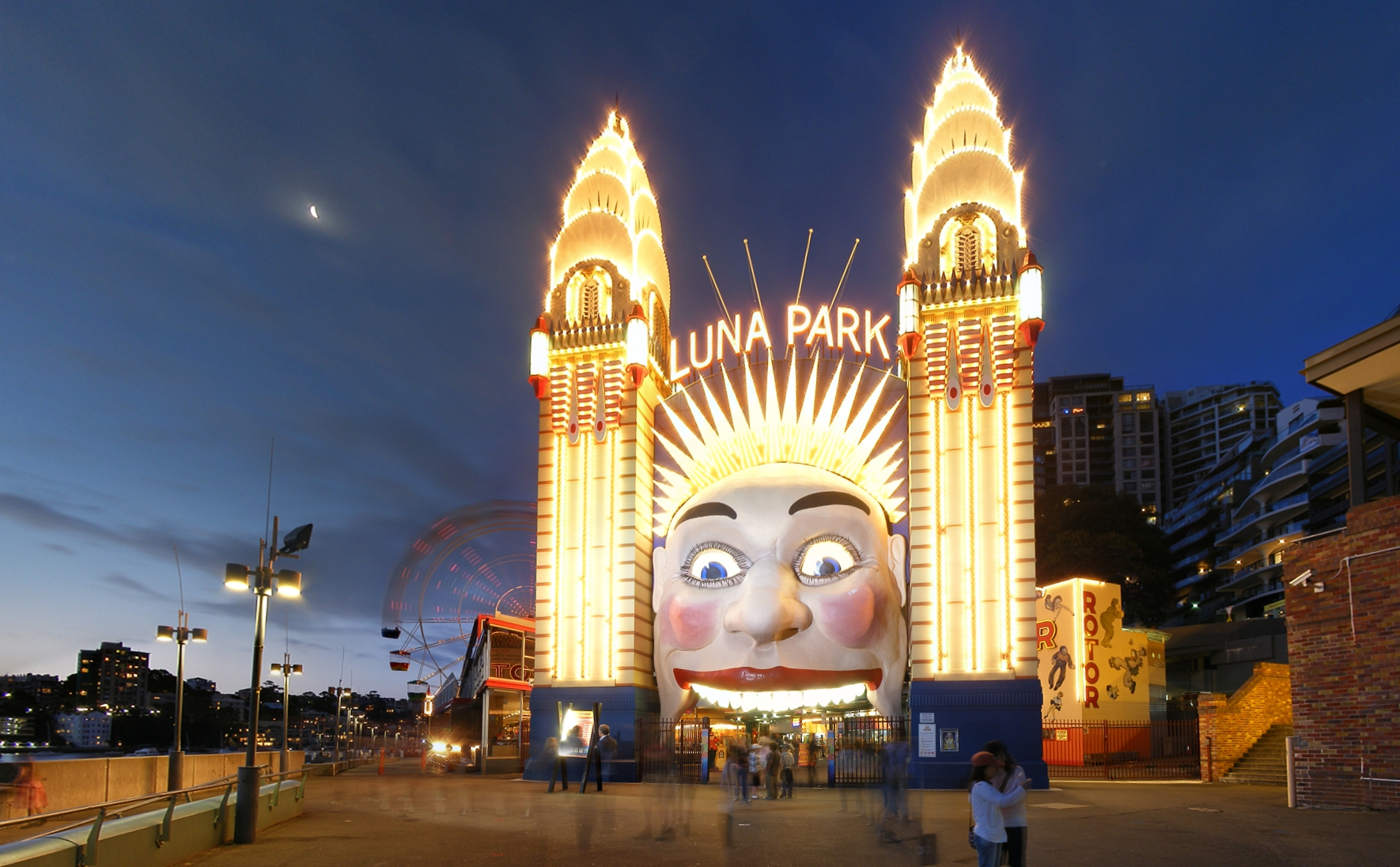
Luna Park

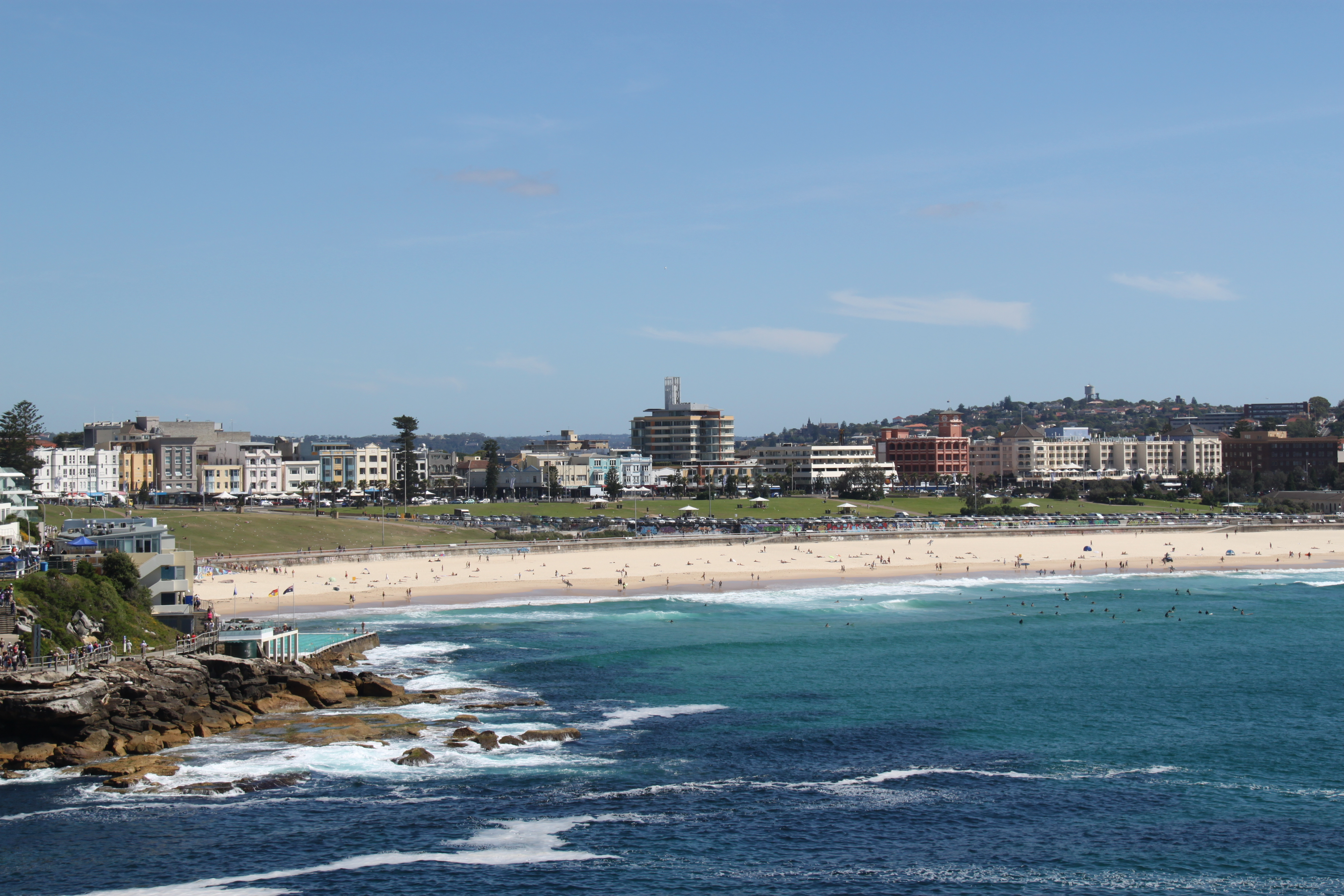
Pláž Bondi, 2009

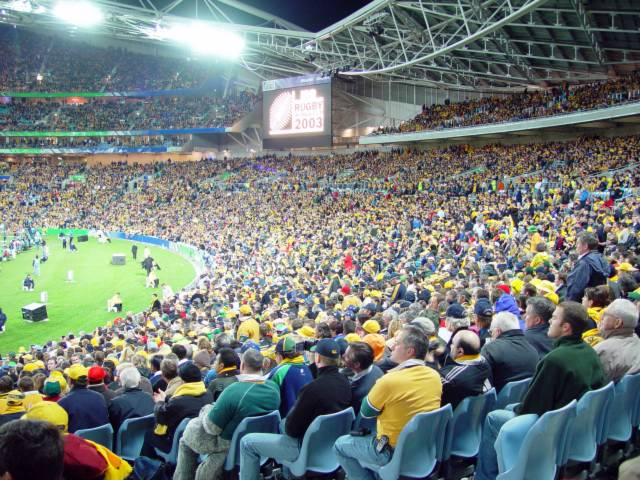
Diváci na mistrovství světa v ragby v roce 2003 na Telstra Stadium

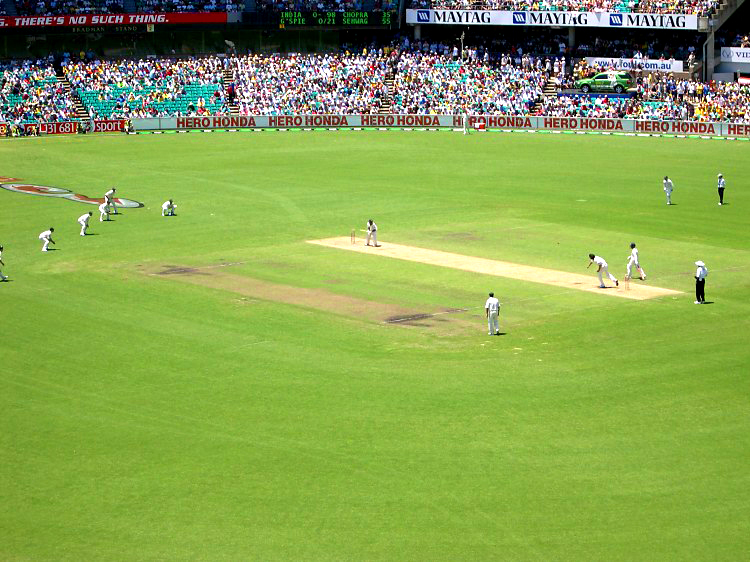
Sydney Cricket Ground

Na východním břehu Lavender Bay se nachází roku 1935 otevřený Luna Park. Toto centrum volného času je kvůli stížnostem obyvatel kvůli hluku horské dráhy otevřeno jen při výjimečných příležitostech a svátcích o víkendu.
Hlavně turisty a surfaře lákají početné pláže Sydney, především Bondi. Od pláže Bondi vede Bondi-Coogee Beachwalk střídavě nad strmými útesy a dalšími plážemi jako Tamarama, Bronte a konečně Coogee.
Kromě těchto oplývá Sydney i spoustou dalších pláží, které jsou s výjimkou pláže Manly využívány hlavně místními obyvateli. Bezpečnost je většinou zaručována kluby záchranných plavců, které kromě toho zaručují i jiné plážové sportovní aktivity, jako Nippers a Surf Carnevals.
V Homebush Bay se nachází 640 hektarů velký Sydney Olympic Park. Areál se svými sportovními městečky vytvořil geografické centrum jak pro Letní olympijské hry 2000, tak pro následující Paralympijské hry. Dnes slouží tento park jako rekreační oblast, či místo konání některých větších sportovních a kulturních akcí. Kromě toho zde jsou také kancelářské objekty.

## Kultura a památky
Sydney hostí a hostilo mnoho různých festivalů a některé australské velké sociální a kulturní akce. Mezi ty patří například Sydney Festival, největší australský umělecký festival, který je místem jak domácích, tak zahraničních vystoupení, konajících se vždy v lednu; Biennale of Sydney, který se každé dva roky koná už od roku 1973; Big Day Out, pocestný rockový festival, který byl v Sydney založen; Gay and Lesbian Mardi Gras podél Oxford Street; Sydney Film Festival a spoustu dalších, menších filmových festivalů, jako Tropfest a Flickerfest.
Art Gallery of New South Wales také organizuje soutěž o cenu australského premiéra za obraz, Archibald Prize. Každý rok se v Sydney Olympic Parku koná Sydney Royal Easter Show, na pódiu Opera house se koná finále soutěže Australian Idol (obdoba soutěže Česko hledá SuperStar), a v dubnu/květnu a září je možnost navštívit Australian Fashion Week. Oslavy nového roku a Australia Day jsou největší v celé Austrálii.
V průzkumu založeném na frekvenci slov a frází v médiích se Sydney umístilo na 9. místě nejmódnějších měst na světě. Ve městě se dvakrát ročně koná světově známý Rosemount Australian Fashion Week. Sydney je domovem pro mnoho prémiových australských módních domů. Mnoho mezinárodních designérů má svou hlavní prezenci v Sydney.

### Přehled

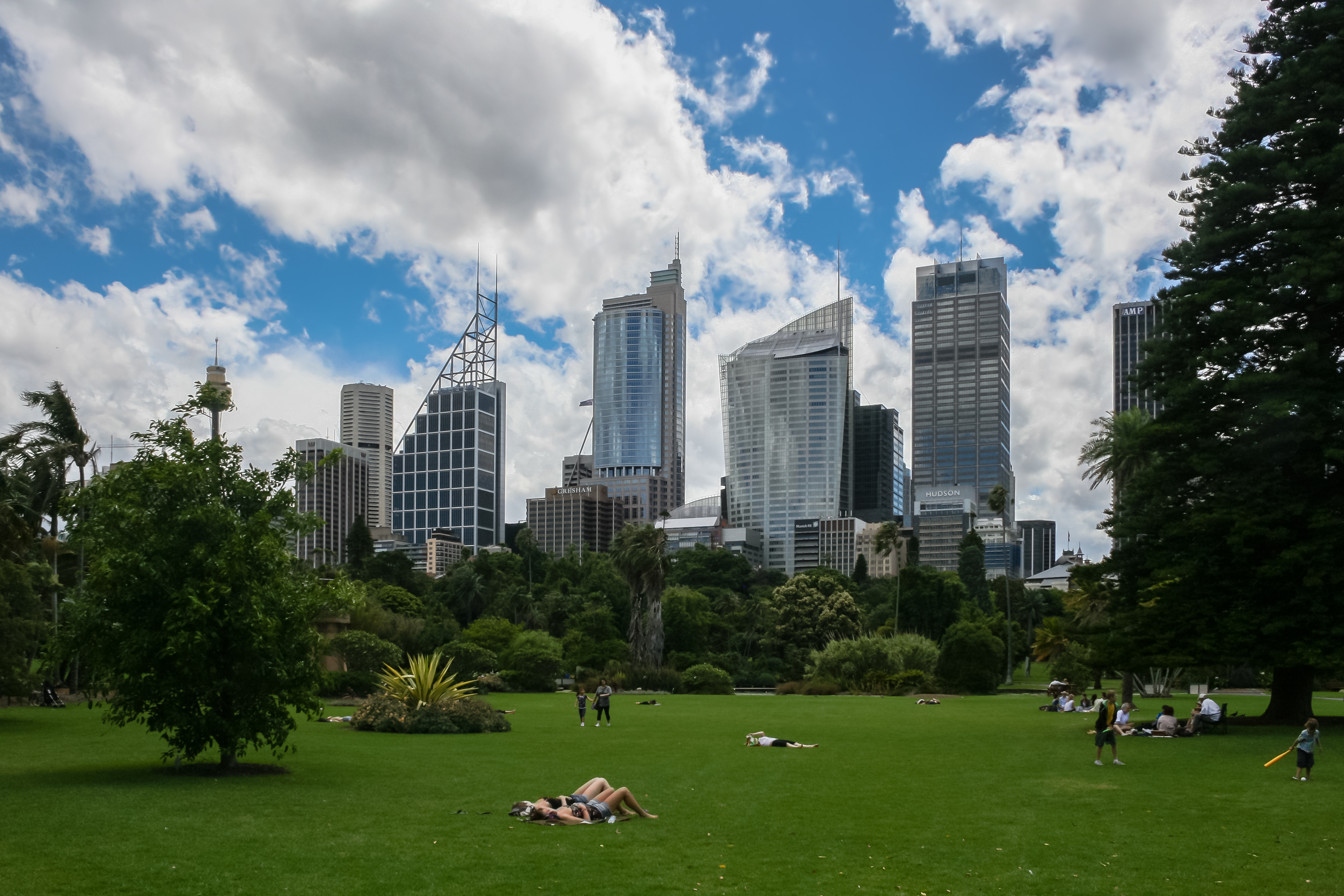
Royal Botanic Gardens

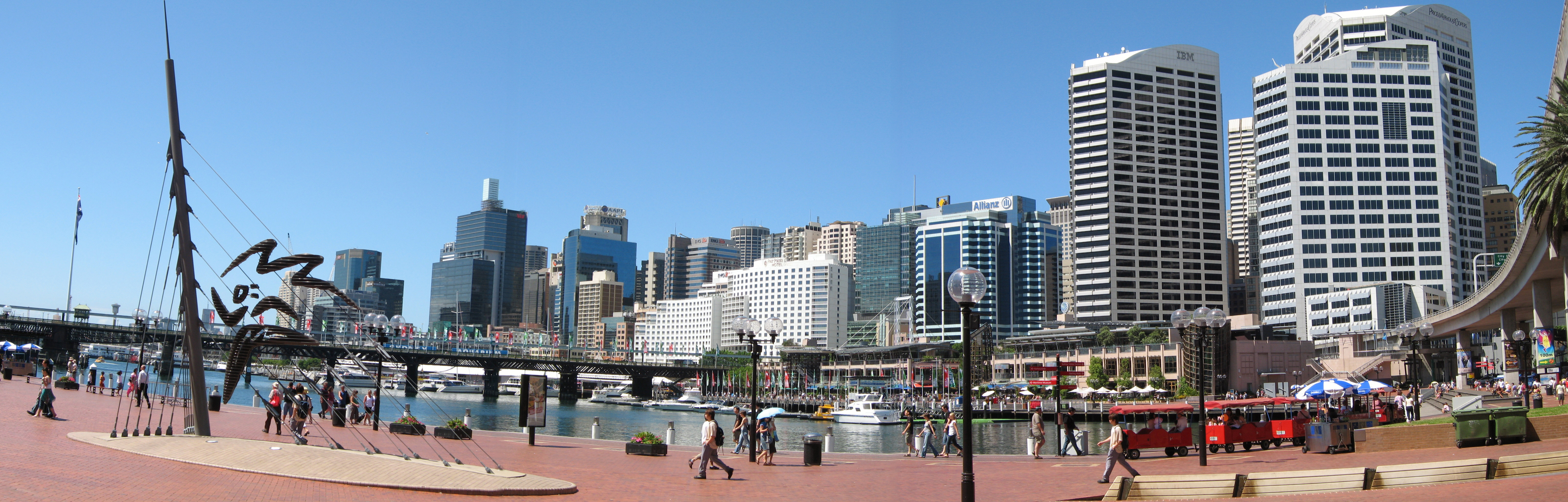
Panorama přes Darling Harbour

Symbolem Sydney je Jørnem Utzonem postavený Opera House – podle Utzona byl postaven podle „rozkvětu pomeranče“, a také slavný Harbour Bridge. Opera je oblíbená turistická atrakce, která leží vedle známých Royal Botanic Gardens.
Centrum Sydney je relativně ohraničené. Kromě Opery a mostu se zde nachází i historická část města „The Rocks“, kde se nacházejí skladiště v zátoce Sydney Cove. Na Circular Quay, centrální zastávce autobusů, dráhy a především přístavních trajektů, se nachází velká botanická zahrada, v jejímž okolí se nachází mnoho muzeí. State Theatre v centru města je místem konání Sydney Film Festivals (Filmových festivalů Sydney).
Komerčnímu modernímu centru města (Central Business District) dominují mrakodrapy. Na nejvyšší budovu Sydney, 305 metrů vysokou Sydney Tower, lze vylézt na vyhlídku, kde lze vidět okolí včetně přístavu.
Centrem zábavy je okolí Darling Harbour, kam se můžete dostat dopravním prostředkem Monorail. Kromě kulinářských stravovacích zařízení se zde nachází i Sega-World-Park, Panasonic IMAX Theatre, kde se nachází největší promítací plátno na světě (36 metrů široké, 25 metrů vysoké, 900 m2), zábavní místa i podniky s pestrým programem, Čínské zahrady, muzeum lodní dopravy a Sydney Aquarium s prosklenými tunely.
Na jihu města se rozprostírá City Chinatown, čínská čtvrť. City Chinatown má symbolizovat blízkost města k asijskému prostoru. Cabramatta, vnější okrsek, který se nachází asi 30 km západně od města, je místem, kde žijí Vietnamci.
Ve viktoriánském stylu udržovaná část Paddington, nacházející se východně od City, hraničí se zábavním Kings Cross. Mezi další možnosti strávení volného času patří Taronga Zoo, Sydney Olympic Park a mnoho městských pláží. Pro surfing jsou využívány především Bondi, Manly a rozsáhlá, pro zahraniční turisty nepříliš známá, ale pro právě pro surfing velmi oblíbená, Maroubra.

### Divadlo a film

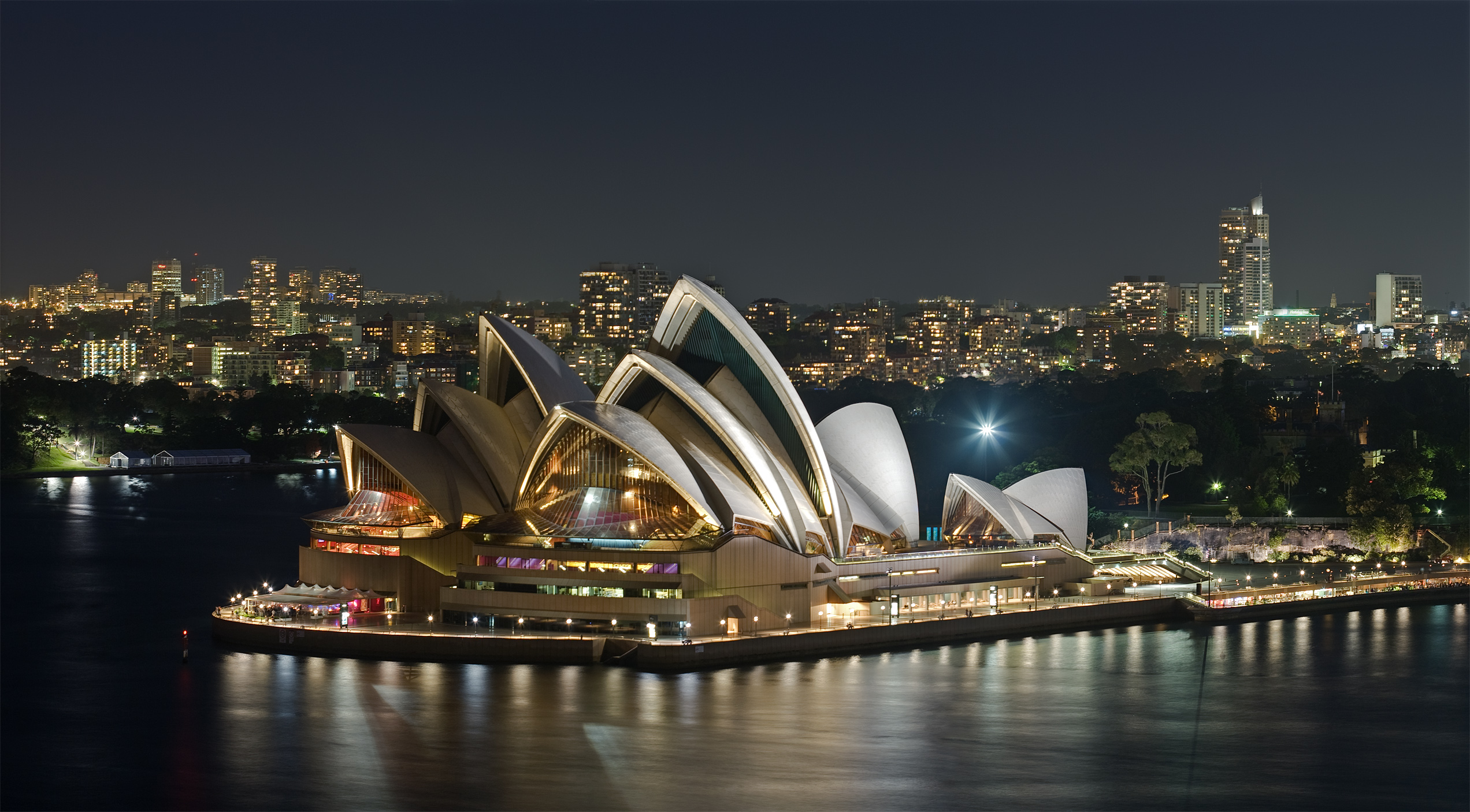
Sydney Opera House

Ikona Sydney, Opera, která má pět sálů, do kterých patří i  koncertní sál, opera a divadlo, je domovem společnosti Opera Australia – třetí nejzaneprázdněnější operní společnosti na světě a také Sydney Symphony Orchestra. Stavební práce na této budově začaly již v roce 1959. Plány pocházely od dánského architekta jménem Jørn Utzon, který „svou“ operu nikdy neviděl postavenou. Poté, co měl být snížen finanční rozpočet pro výstavbu, se pohádal s vedoucími stavby. Austrálii opustil v roce 1966 a už nikdy se tam nevrátil. Opera pak byla financována s pomocí vlastní loterie. Dohromady stála výstavba opery 102 milionů dolarů. Dne 20. října byla opera slavnostně otevřena královnou Alžbětou II. Budova obsahuje koncertní sál, operní sál, dva divadelní sály, restauraci, bar a kino. Občas se zde v rámci Sydney festivalu konají bezplatné koncerty a jiné akce. V roce 2007 byla opera zapsána do světového dědictví UNESCO. V rámci dvou Sound and Light Festivals (festivalů zvuku a světla) byla opera nasvícena po dobu tří týdnů každý večer na jinou barvu. Tento nápad měl umělec Brian Eno.
Místo konání festivalů Sydney Film Festival, muzikálů a popových koncertů je zrestaurované State Theatre na Market Street naproti Sydney Tower.
Warf Theatre na Hickson Road je moderní herecký komplex a domov společnosti Sydney Theatre Company. Na Hickson Road stojí také Bangarra Dance Theatre, domov Aboriginal Dance Company.
Mezi další místa patří Sydney Town Hall, City Recital Hall, the Wharf Theatre, Capitol Theatre a nebo Lyric and Star Theatres, Star City.
V roce 2007 oslavila společnost New Theatre (Newtown) 75 let produkce v Sydney. Mezi další důležité divadelní společnosti v Sydney patří Company B a Griffin Theatre Company. Od čtyřicátých do sedmdesátých let minulého století měla na městský život vliv i skupina autorů a politických aktivistů Sydney Push, mezi jejichž členy patřila i Germaine Greer.
National Institute of Dramatic Art se sídlem v Kensington, se chlubí mezinárodně známými osobnostmi, jakými jsou Mel Gibson, Judy Davisová, Baz Luhrmann a nebo Cate Blanchettová. Role Sydney v filmové produkci byla zahájena otevřením Fox Studios Australia v roce 1998.
Mezi známé filmy, které byly v Sydney natočeny, patří filmy jako: Moulin Rouge!, Mission: Impossible II, epizody Star Wars II a III, Superman se vrací, Smrtihlav, Maska Junior, Stealth, Mé srdce touží, Happy Feet, Austrálie a Matrix. Mezi filmy, které se v Sydney odehrávají, patří: Hledá se Nemo, Tanec v srdci, Muriel se vdává, Our Lips Are Sealed a Rváči. Mnoho bollywoodských filmů bylo také natočeno v Sydney, mezi jinými i: Singh Is Kinng, Krásky, bacha!, Indie, do toho!, Heyy Babyy. Podle stavu v roce 2006 bylo v Sydney natočeno, nebo Sydney bylo využito, pro více, než 230 filmů.

### Muzea

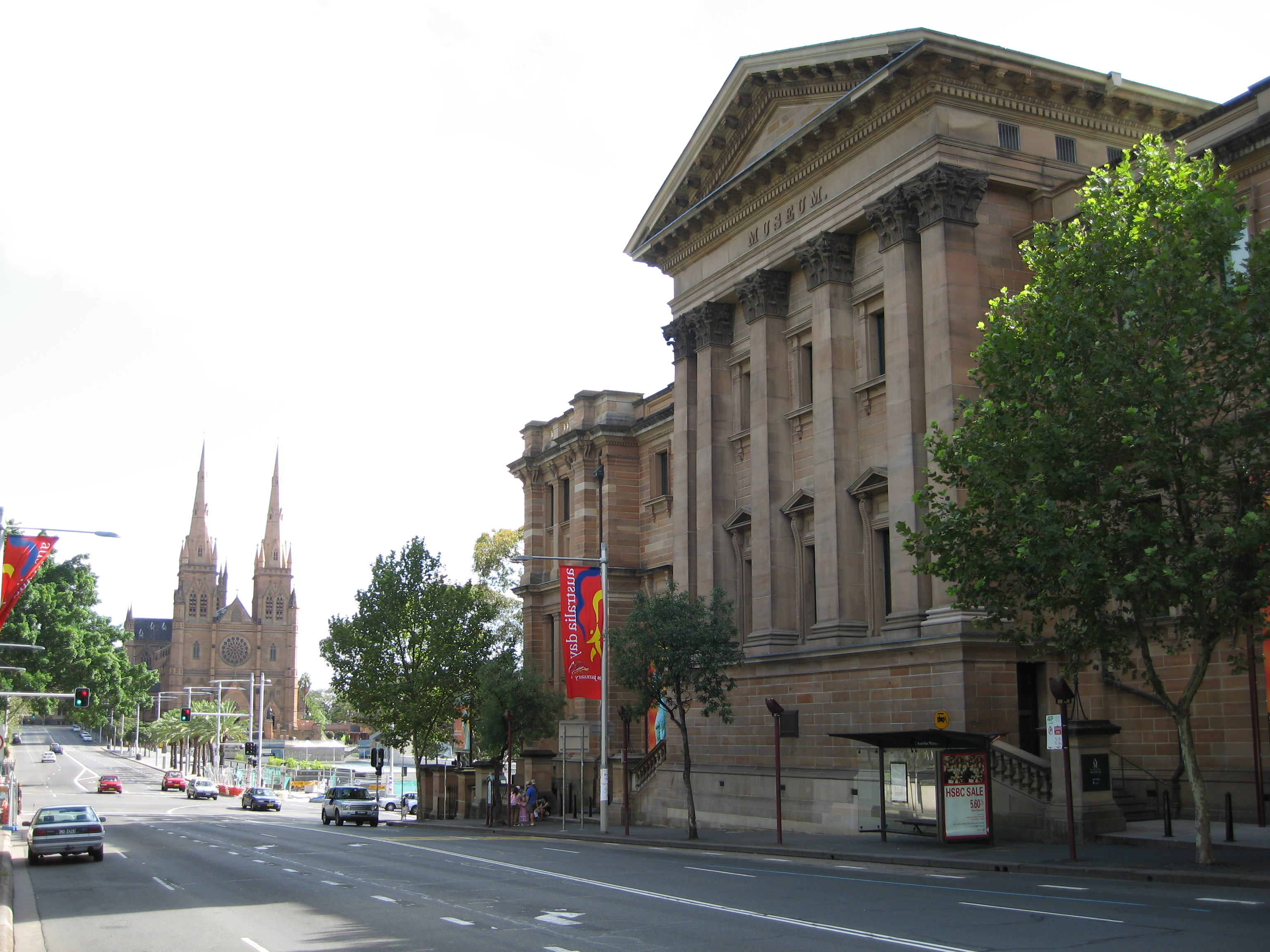
Australian Museum

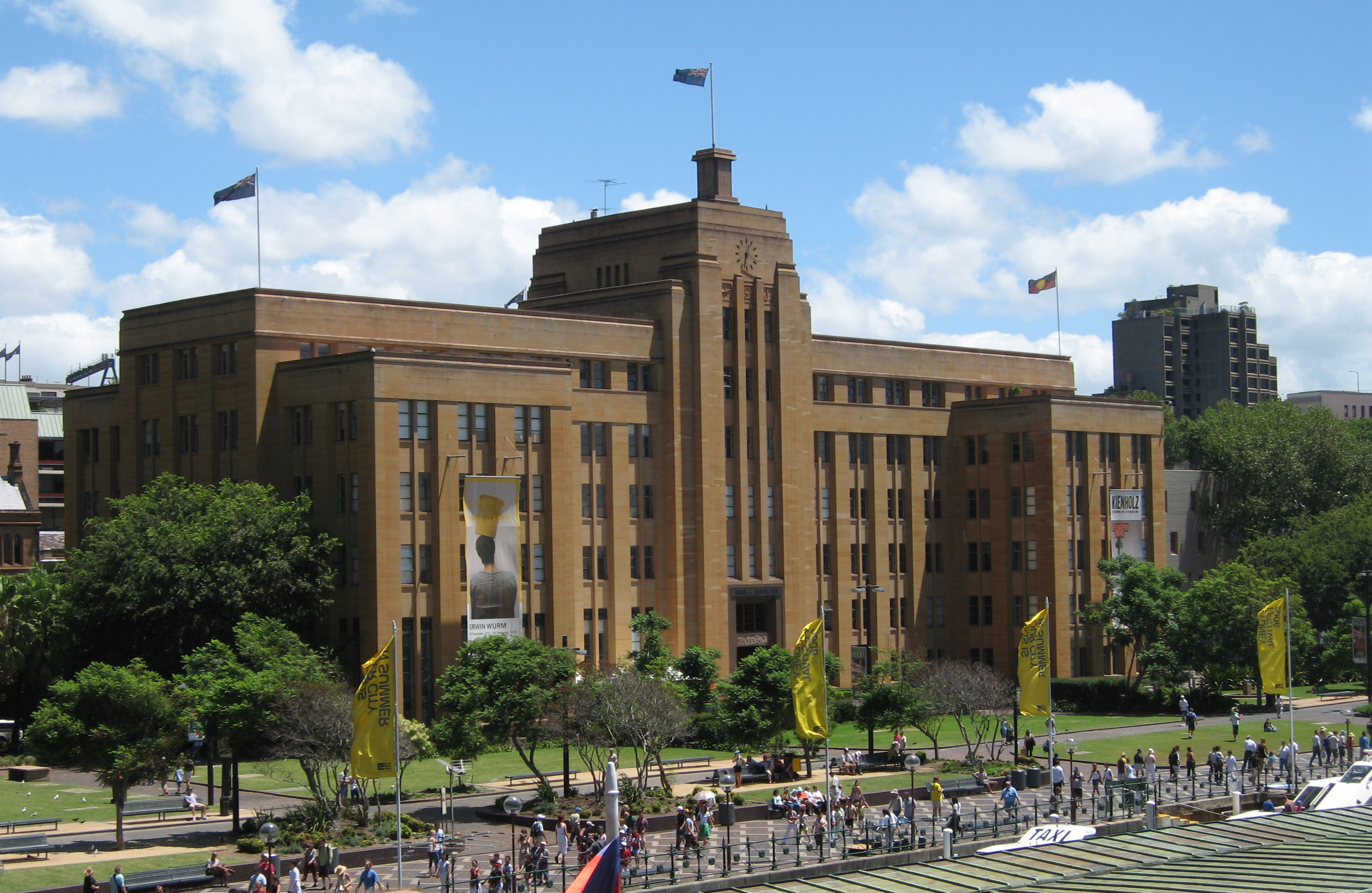
Museum of Contemporary Art

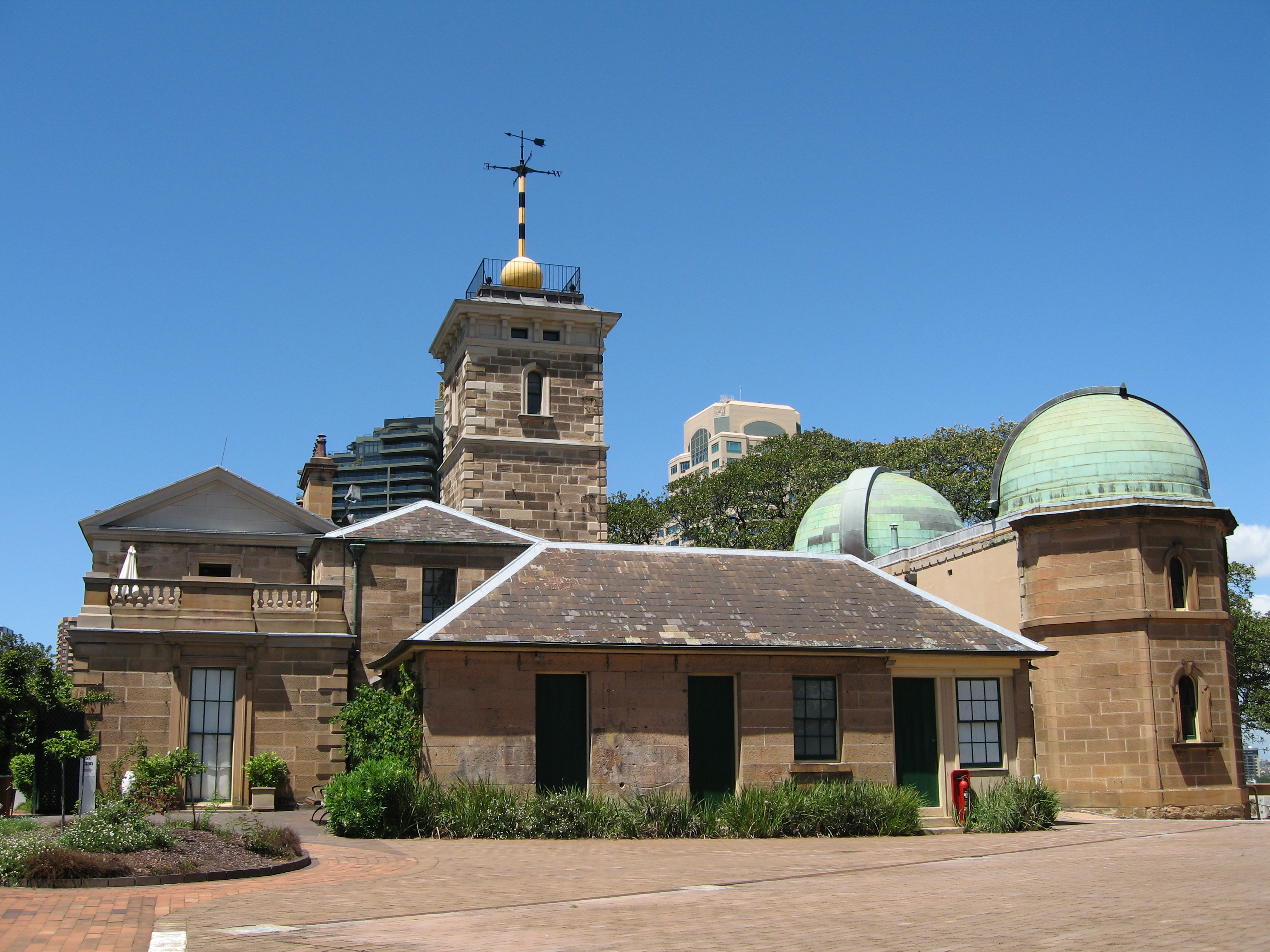
Sydney Observatory

#### Vcentru města
Art Gallery of New South Wales, státní galerie umění, leží na západním konci Botanických zahrad. V různých křídlech budovy visí umělecká díla z období od gotiky do současnosti. Sem patří mimo jiné i sbírky australského umění z 19. a 20. století, ale i výstava otevřená v roce 1994, která se jmenuje Yiribana. Toto slovo z jazyka Eora (Aboriginů z regionu Sydney) znamená „v tomto směru“. Yiribana je označována za největší stálou výstavu umění Aboriginců a ostrovanů z Torresova průlivu v Austrálii.
Australian Museum na William Street je největší muzeum přírody v Austrálii. Lze zde nalézt výstavu, která se zaobírá kulturou Aboriginiců a obyvatel pacifických ostrovů. Na rohu Bridge Street a Philipp Street informují výstavy a multimediální show v Museum of Sydney, otevřeném v roce 1955, o rané historii města a kolonii Nového Jižního Walesu.
Na severním konci protilehlého Hydeparku se nachází při vstupu do Macquarie Street dřívější ubytovna vězňů Hyde Park Barracks, ve které je dnes muzeum sociální historie a vlevo St. James Church – obojí dílo trestaneckého architekta Francise Greenwaye (1777–1837), který navrhl téměř všechny budovy tehdejšího trestaneckého sídliště. Stálá výstava v muzeu Hyde Park Barracks pod titulem „Convicts“ ukazuje názorným způsobem životní podmínky vězňů v dřívějších dobách trestaneckého sídliště. Greenway Gallery, která patří k Hyde Park Barracks, hostí různé výstavy.

#### Circular Quay a The Rocks
Zrenovovaný Customs House v Alfred Street disponuje více výstavními plochami, mezi jinými i Object Galleries. City Exhibition Space ukazuje architekturu Sydney od jejího založení až do přítomnosti. Obsáhlá výstava o aborigincích, která se nachází v Djamu Gallery, hostí i objekty ze zemí jižního Tichého oceánu. Na západu Sydney Cove se nachází na George Street Museum of Contemporary Art (MCA). Sbírka tohoto muzea obsahuje jak mezinárodní umění 20. století, tak i některá tradiční díla Aboriginců.
Na kopci na konci Lower Street, na Observatory Hill, stojí ještě některé staré pískovcové budovy, které byly vystavěny trestanci. Observatoř na kopci, která zahájila provoz v roce 1858, hostí od roku 1982 muzeum astronomie. V bývalé vojenské nemocnici se dnes nachází knihkupectví s galerií National Trust, která ukazuje historické dědictví. Zde lze zjistit více informací o historických budovách a sídlištích v Novém Jižním Walesu.

#### Darling Harbour a Darlinghurst
Na Harris Street se nachází Powerhouse Museum s výstavami k různým tématům, jakými jsou například technologie, sociální historie, nebo umění. Exponáty National Maritime Museum na Pyrmont Bridge ukazují historii a minulost lodní dopravy v Austrálii.
Dřívější Jewish War Memorial Maccabean Institute („The Macc“) na rohu Darlington Road a Burton Street, místo setkání židovských veteránů z první světové války, nyní hostí Sydney Jewish Museum, které dokumentuje historii Židů v Austrálii a Holokaustu. Kromě Austrálie je ve světě málo známé, že (měřeno počtem obyvatel), Austrálie měla jedno z nejvyšších čísel přeživších holokaustu.

### Stavby

#### Sydney Harbour Bridge

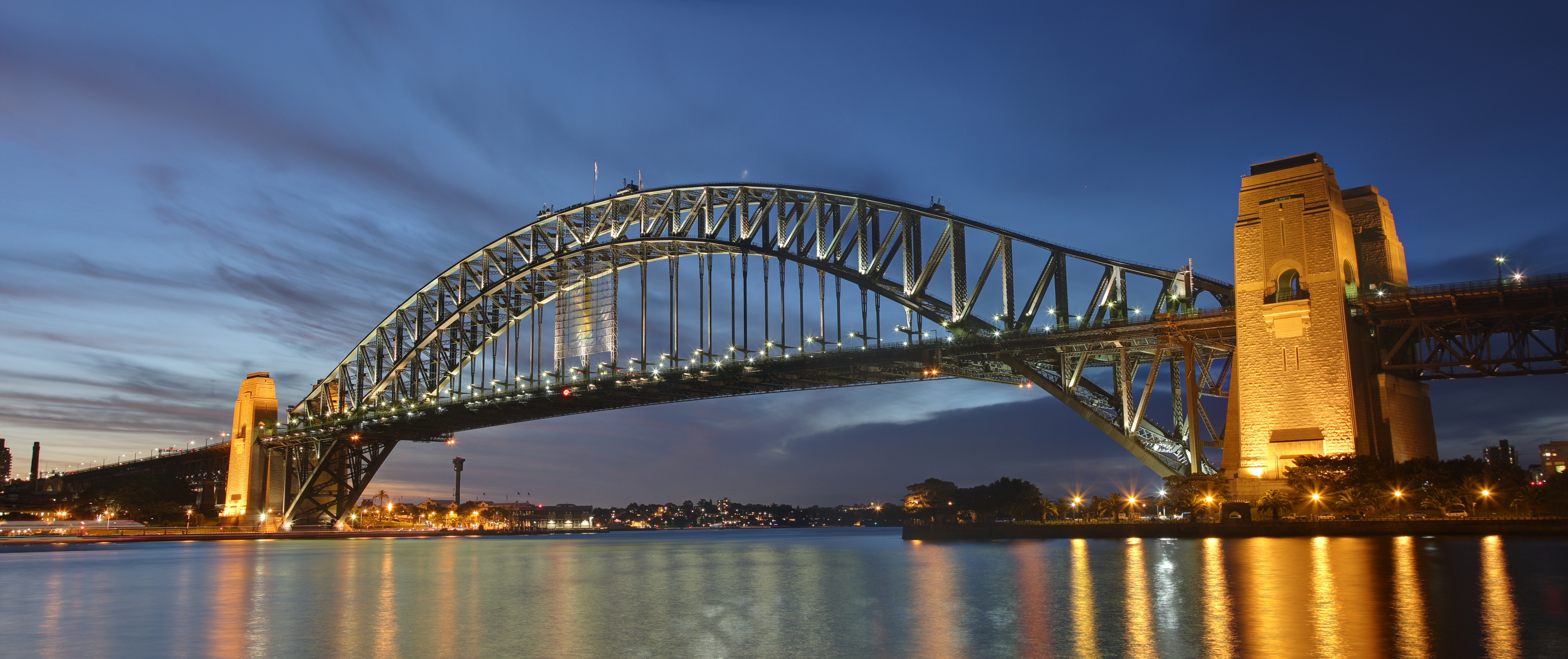
Sydney Harbour Bridge

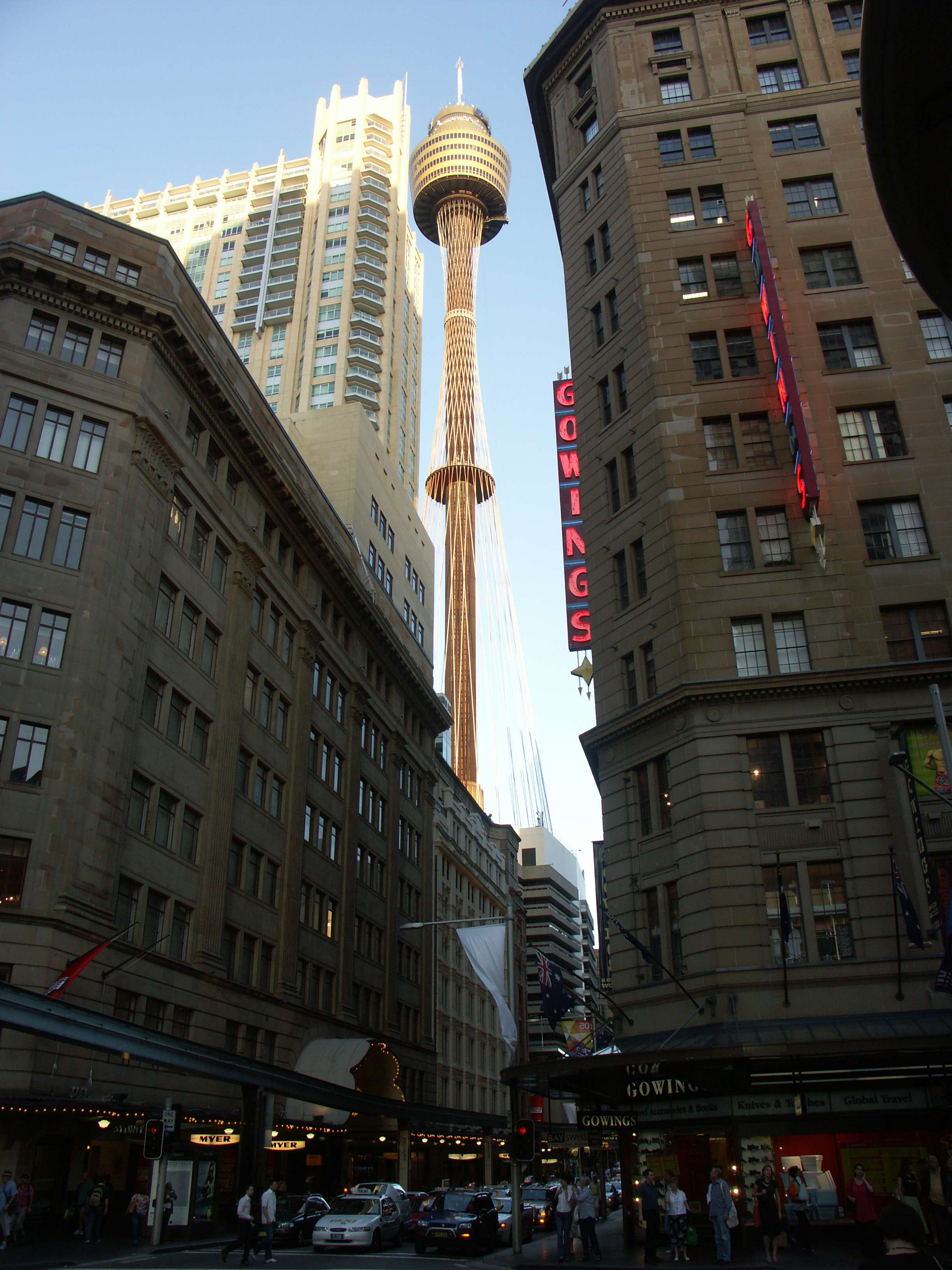
Sydney Tower

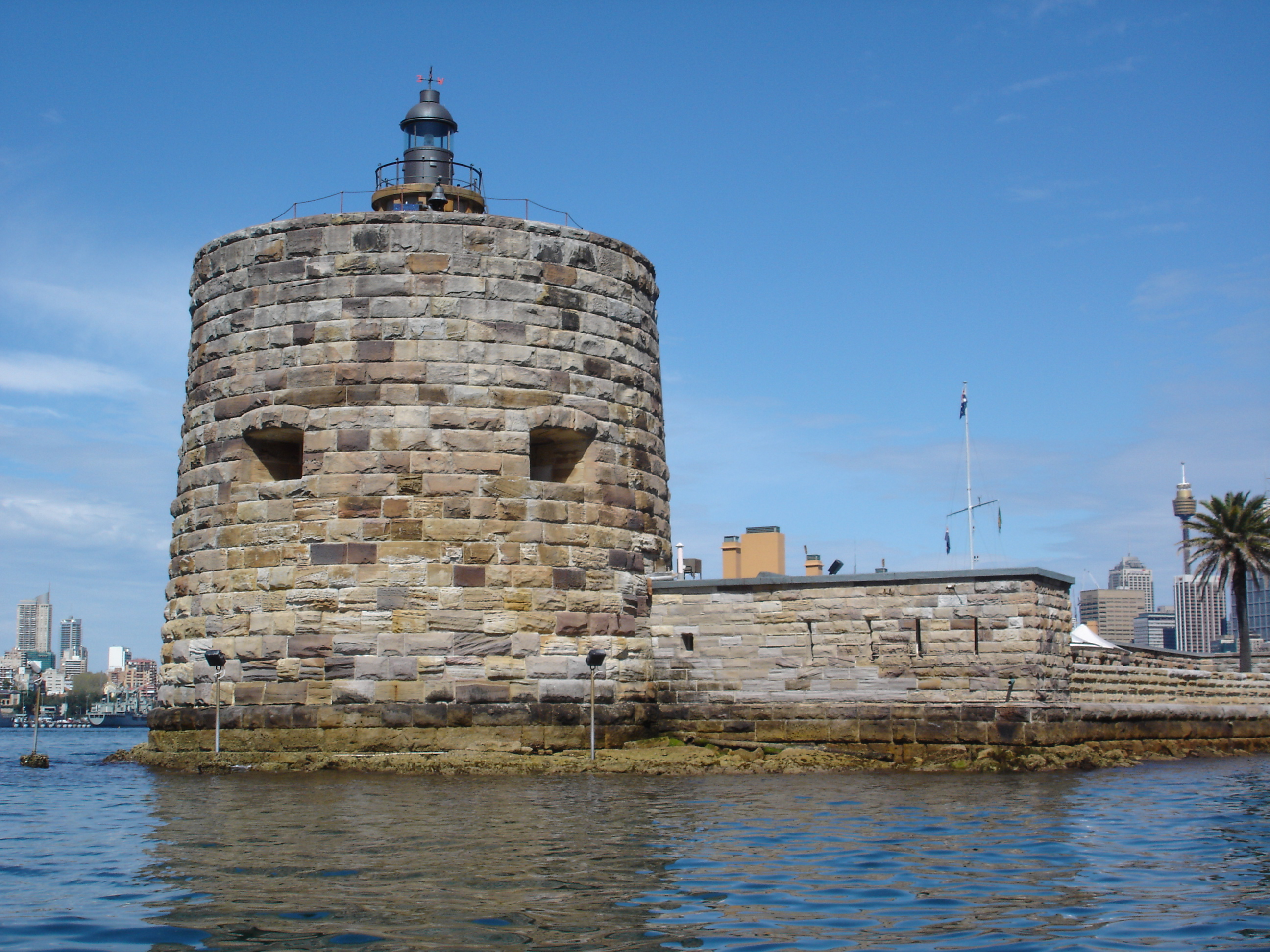
Fort Denison

Sydney Harbour Bridge byl slavnostně otevřen 19. března 1932. Díky svému tvaru dostal přezdívku „ramínko na šaty“ (anglicky: Coat hanger). Sydney Harbour Bridge má rozpětí 503 metrů a výšku téměř 135 metrů, což ho řadí k světově nejdelším obloukovým mostům. Na ocelový oblouk mostu (BridgeClimb) a pylon, ležící naproti Opera House, ve kterém se nachází muzeum a vyhlídková plošina, se může i vystoupat.

#### Sydney Tower
Sydney Tower nabízí rozhled po celém městě. Nacházejí se na ní plošina pro návštěvníky a dvě točící se restaurace. Z pochopitelných důvodů je výhled možný pouze přes skleněnou zeď. Věž je vysoká 305 metrů a vychyluje se maximálně jeden metr.

#### Queen Victoria Building
Queen Victoria Building, nebo jednoduše QVB je viktoriánská budova v centru Sydney. Umělecká architektura kontrastuje s moderními budovami v okolí. QVB vyplňuje jeden celý blok mezi George Street, Market Street, York Street a Druitt Street a je 190 metrů dlouhá a 30 metrů široká. V budově se nachází spousta obchodů a módní návrhář Pierre Cardin označuje QVB na základě jeho architektury a funkce jako „nejpěknější místo na světě“.

#### Pevnost Denison
Na malém ostrově v přístavní zátoce leží Pevnost Denison. Tento ostrov sloužil nejprve kolonii vězňů jako vězení pro recidivisty. Když začaly v Austrálii během Krymské války (v letech 1853–1856) opět panovat obavy z ruské invaze, byla na ostrově vystavěna pevnost, která měla sloužit jako část zvětšeného opevnění na obranu před nežádoucími okupanty.

#### Cadman'sCottage
Cadman's Cottage v Georg Street patří k nejstarším budovám v Austrálii. Budova, postavená z pískovce, byla vystavena v roce 1816 přímo na vodě. V domě se dříve nacházely služební pokoje Water Police Headquarters (v letech 1845–1864) a Sydney Sailors' Home Trust (v letech 1865–1970). Je to nejstarší zachovaná budova v Sydney. Byla pojmenována po Johnu Cadmanovi (který žil v letech 1772–1848), který zde žil v letech 1826–1845 jako přístavní mistr. Dům je dnes kvůli rekultivaci půdy oddálen od břehu a dnes se zde nachází Národní park a Wildlife Service.

#### Kirribilli House
Kirribilli House v městské části Kirribilli slouží jako bydliště předsedy vlády Austrálie, pokud do Sydney příležitostně přijede (kvůli oficiálním povinnostem). Postavil ho v roce 1855 Adolphus Frederic Feez ve stylu Novogotiky. Leží přímo na Kirribilli Point, na nejzazším jihovýchodním bodě části Kirribillis, přímo vedle Admiralty House. Jsou odtud vidět přístavní mosty, naproti ležící Operahouse, ale i centrum Sydney.

### Parky

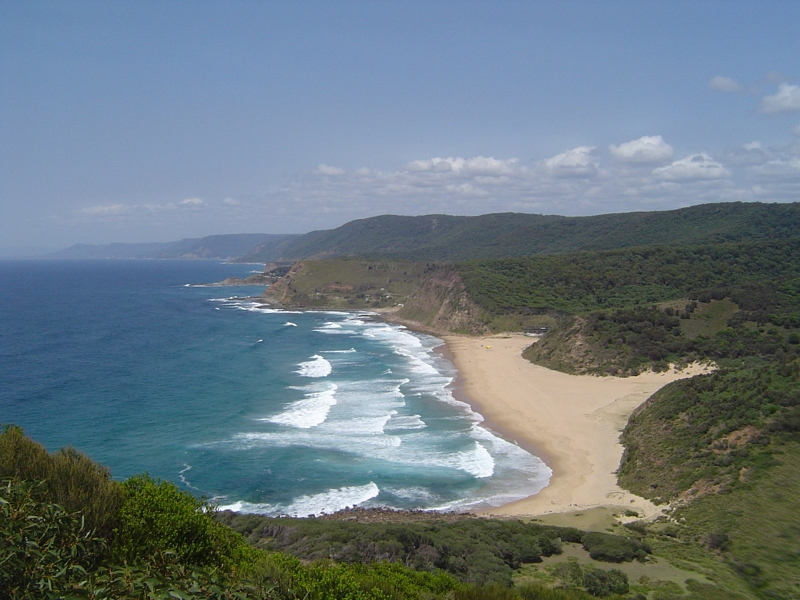
Zima na pláži Wattamolla v Royal National Parku

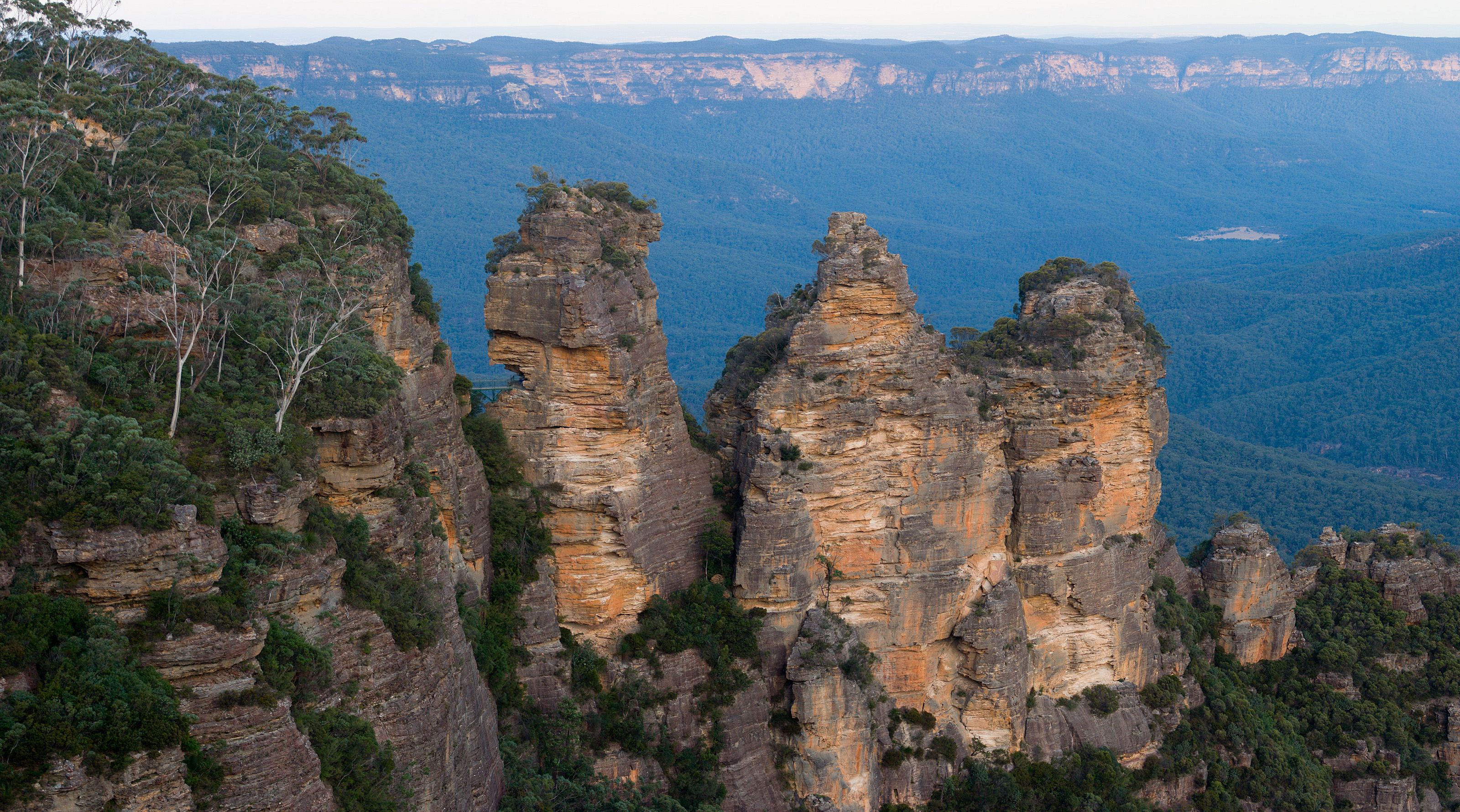
Three Sisters v Modrých horách

Royal Botanic Gardens, otevřené v roce 1816, jsou největší ze tří botanických zahrad v Sydney. Zahrady leží východně od Sydney Opera House a Circular Quay. Na jižním konci jsou ohraničeny Cahill Expressway. Jejich rozloha překračuje 30 hektarů. V roce 1862 byla uprostřed Royal Botanic Gardens otevřena první ZOO v Sydney, které mají přívlastek Royal teprve od roku 1959. Od roku 1965 bylo mnoho částí zahrad znovuzaložených a rozšířených, jako například tropický skleník, růžový sad, orientální zahrada, zahrada kapradin a mnoho dalších.
Jižně od Paddingtonu a Woolahry se rozprostírá rozsáhlé území parků Moore Park a Centennial Park. Druhý jmenovaný byl založen v roce 1888 k oslavám sta let od založení města a je vystavěn v anglickém stylu. Přes prostory parku s trávníky, růžovými zahradami a rybníky vedou jak cesty pro chodce a stezky pro cyklisty, tak i pěšiny pro jízdu na koni, či pro jogging. Podél Clovelly Road jsou zapůjčovány jízdní kola, kolečkové brusle, nebo rodinné kočáry. V létě a od listopadu do února je v Moonlight Cinema možnost vidět filmy pod širou oblohou.
V Sydney a okolí se také nacházejí početné malé a velké národní parky, které tvoří „zelený pás“ ve vzdálenosti asi 30 km od centra. Národní park Sydney Harbour, ležící při vjezdu do přístavu se rozprostírá u obou břehů a je přístupný na severu přes Manly a na jihu přes Watsons Bay. Manly a Watsons Bay jsou přístupné trajektem z Circular Quay. Z jižní části je především při západu slunce možné pozorovat panorama města.
V podobné poloze se nachází i národní park Botany Bay, při vjezdu do Botany Bay, na jehož jižním vjezdu vstoupil James Cook jako první Evropan na australskou půdu. Turistům se zde nabízejí strmé břehy a příkrá pobřeží. Dále se zde nachází druhý nejstarší park na světě, Royal National Park na jihu a Ku-ring-gai Chase National Park na severu, či na západě se nacházející prostory Blue Mountains, které nabízejí početné celodenní výlety do často nedotčených částí přírody.
Blue Mountains, nacházející se asi 50 kilometrů od Sydney jsou lehce dosažitelné autobusem a nebo dráhou a často návštěvníkům zprostředkují pojem dálky, velikosti a nedotčenosti australské přírody. Skalní formace Three Sisters v oblasti Katoomba je oblíbeným výchozím bodem pro výlety.
Známou se stala rostlina wollemie vznešená (Wollemia nobilis), prvopočáteční borovicotvará rostlina, která se nachází pouze zde a jejíž objevení v roce 1994 je uznáváno jako jeden z nejdůležitějších botanických objevů 20. století. Greater Blue Mountains Area, pojímající sedm národních parků, byl v prosinci 2000 přijat UNESCEM mezi Světové dědictví.

### Zábava
Mezi nejpopulárnější místa s pro večerní a noční zábavu v Sydney patří Kings Cross, Oxford Street, Darling Harbour, Circular Quay a The Rocks, které všechny obsahují různé bary, noční kluby či restaurace. Jediné kasino v Sydney se jmenuje Star City Casino a nachází se v Darling Harbouru. Také je zde mnoho tradičních hospod, kaváren a restaurací v oblastech ve středu města, jakými jsou například Newtown, Balmain a Leichhardt. Hlavní místa živých hudebních vystoupení v Sydney jsou místa jako Newtown a Annandale, kde se objevují skupiny, jako AC/DC, Bliss n Eso, Sparkadia, Midnight Oil a INXS. Jiná populární noční místa jsou po celém městě, patří k nim např.: Bondi, Manly, Cronulla, či Parramatta.

### Sport
Sport je důležitou součástí kultury Sydney. Nejpopulárnějším sportem v Sydney je ragby league. Ragby league Nového Jižního Walesu (New South Wales Rugby League), někdy i pod zkratkou NSWRFL, nebo pod jménem Národní ragbyová liga (National Rugby League, NRL), začala v Sydney v sezóně roku 1908 a je nejrozšířenější a nejprestižnější soutěží ligy rugby na jižní polokouli. Město je domovem devíti ze šestnácti týmů, které jsou právě v lize: Canterbury Bulldogs, Cronulla Sharks, Manly Sea Eagles, Penrith Panthers, Parramatta Eels, South Sydney Rabbitohs, St George Illawarra Dragons, Sydney Roosters a Wests Tigers.

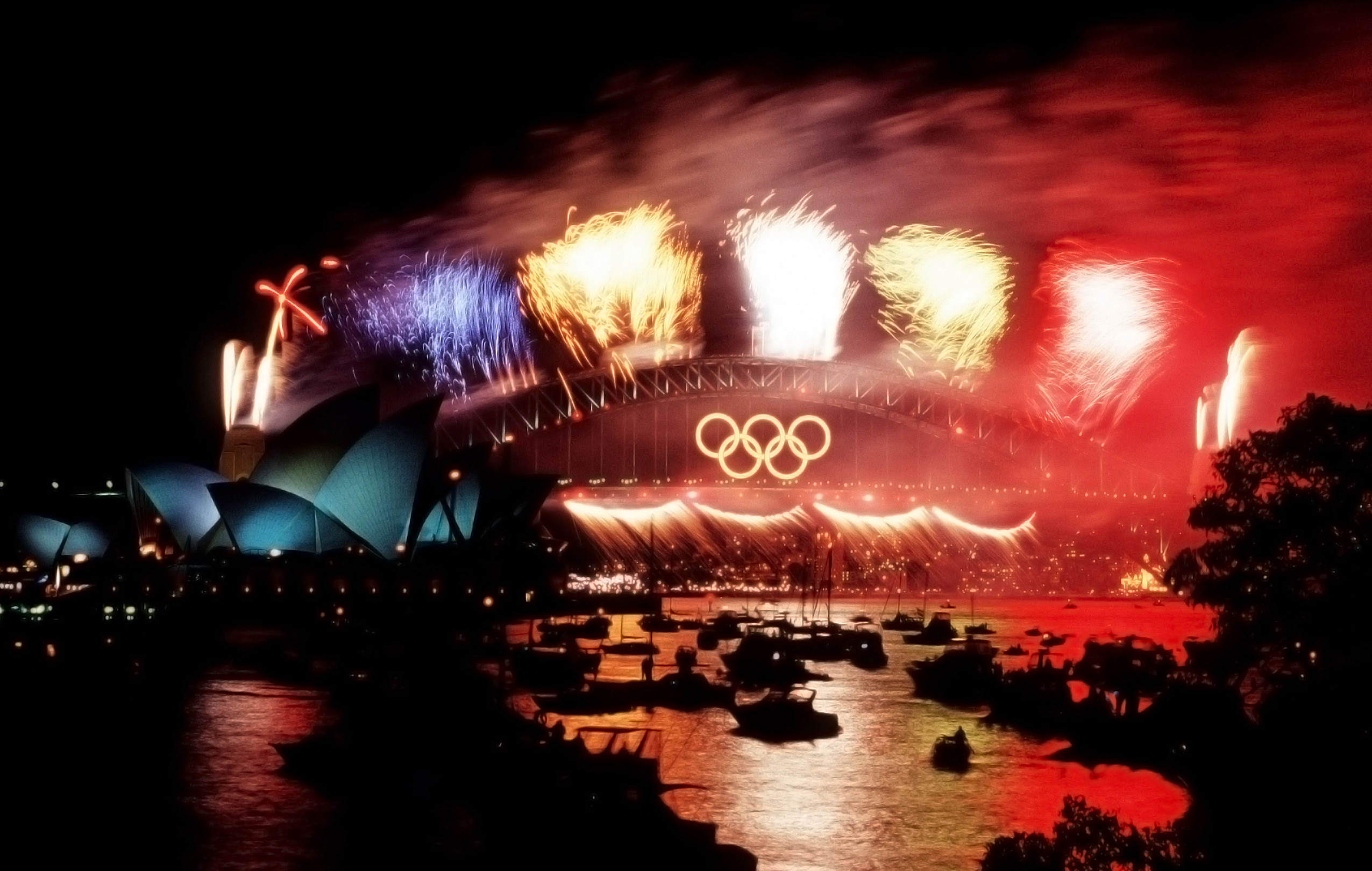
Ohňostroje na konci Letní olympijských her v roce 2000

Nejpopulárnějším letním sportem v Sydney je kriket. Kriketová soutěž mezi Austrálií a Anglií, The Ashes Series, je mezi lidmi velmi sledovaná. Jako hlavní město je Sydney domovem týmu New South Wales Blues, soutěžících v soutěži Sheffield Shield. Sydney Cricket Ground a ANZ Stadium zde hostují zápasy kriketu. Město také hostilo Cricet World Cup v roce 1992, který bude také hostit v roce 2015. Sydney Cricket Ground je v současnosti jediné místo k testování ve městě. Dle plánů by se měl stát ANZ Stadium mezinárodním místem kriketu pro celou Austrálii.
Sydney má elitní prezenci ve čtyřech hlavních fotbalových hrách v Austrálii (v ragby league, fotbalu, rugby union a v AFL), což má kromě ní jen město Brisbane. Fotbalová asociace je reprezentována týmy Sydney FC a Sydney Rovers FC v A-League, zatímco druhý stupeň soutěže NSW Premier League a NSW Super League nabízí lize A spoustu hráčů. Sydney také hostí hlavní fotbalová utkání národního týmu, Australské fotbalové reprezentace, hlavně kvalifikaci do světového poháru proti Uruguayi v roce 2005. Ragby union je reprezentována týmem NSW Waratahs v elitní soutěži Super Rugby. Městská soutěž se jmenuje Shute Shield a účinkuje v ní spousta hráčů ze soutěže Super Rugby. Zápasy australského národního týmu v ragby union (tzv. Wallabies) se konají v Sydney, jako i Bledisloe Cup, souboje Poháru tří národů, zápasy týmu British and Irish Lions a finále Mistrovství světa v ragby 2003 proti Anglii.
Sydney má také tým pro AFL, který se jmenuje Sydney Swans, druhým bude pro AFL 2012 GWS (Greater Western Sydney). Sydney má také ženský netballový tým (Swifts), baseballový tým (Patriots), tým pro pozemní hokej (Waratahs), dva týmy pro hokej na ledové ploše (Penrith Bears & Sydney Ice Dogs) a tým národní ženské basketbalové ligy (Sydney Uni Flames). Sydney Kings se na konci roku 2010 vrátí do NBL.
NSW Blues hostí každoroční zápasy Rugby League State of Origin proti Queensland Maroons. Velké sportovní akce, jako NRL Grand Final a Bledisloe Cup jsou konány v ANZ Stadium, hlavním stadiónu pro Letní olympijské hry 2000.
Další události v Sydney jsou start Sydney to Hobart Yacht Race, závody koní Golden Slipper a závod City to Surf. Mezi prominentní sportovní akce v Sydney patří Sydney Cricket Ground neboli SCG, ANZ Stadium, Sydney Football Stadium, Eastern Creek Raceway, Royal Randwick a Rosehill Gardens Racecourse.

### Pravidelné akce

#### Jaro

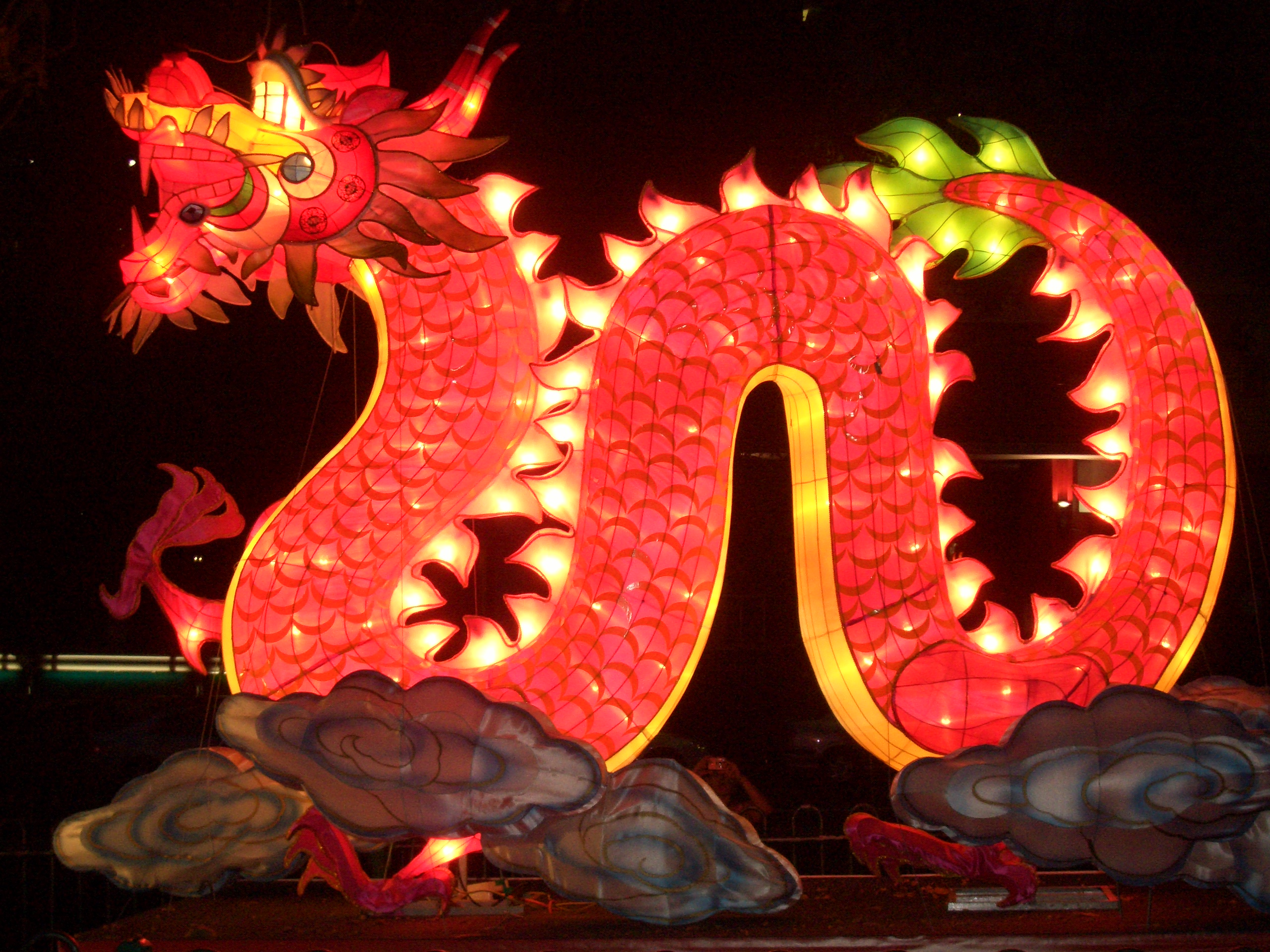
Drak u oslav Čínského nového roku

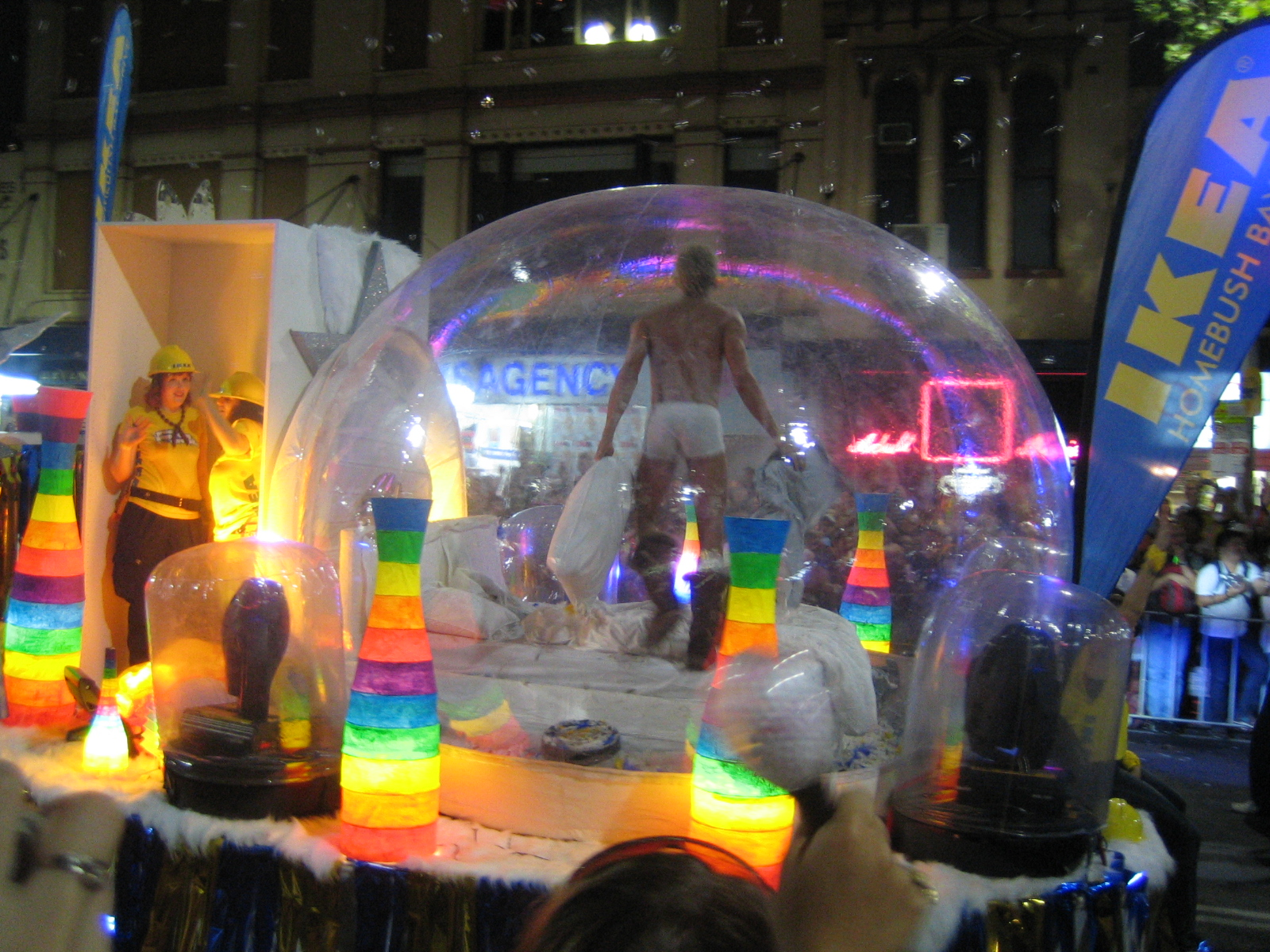
Mardi Gras Sydney je jedním z největších na světě

V září se konají Festival of the Winds (oslavy dračích jezdců) na pláži Bondi a Manly Arts Festival v Manly Arts Gallery. V říjnu se ve Fox Studios koná Sleaze Ball (Bál homosexuálů). V listopadu jsou podél pobřeží Bondi k vidění výstavy současného umění a také Mercedes Australian Fashion Week Autumn/Winter ve Fox Studios. Také se na Bondi již od roku 1996 koná výstava „Sculpture by the Sea“, největší výstava soch na světě, která v roce 2009 hostila 114 díl mezinárodních umělců.sf

#### Léto
Každoročně se 26. prosince konají tradiční závody člunů Sydney-Hobart-Regatta Trasa měřící více než 2000 kilometrů vede od přístavu v Sydney až do Hobartu – hlavního města Tasmánie. Na přístavu se každoročně koná New Years Eve Party s velkým ohňostrojem. V Opeře se každoročně koná Opera House Party – silvestrovská party starostů Sydney s maskovým plesem, večeří a tanci.
V lednu se v Sydney koná taneční a hudební festival Field Day v The Domain, Flickerfest, mezinárodní festival krátkých filmů v Bondi Pavilion, Sydney Festival s koncerty pod otevřeným nebem jako Symphony in the Domain, konaný vždy třetí sobotu v lednu a Jazz in the Domain, konaný druhou sobotu v lednu a venkovní divadla na různých místech ve městě, tak jako Bacardi Latino Festival v Darling Harbour Aquashell. V lednu se koná taky výstava „Camille Pissarro“ v Art Gallery New South Wales. V Sydney International Tennis Centre se koná každoročně v lednu tenisový turnaj Sydney Tennis Open. Při oslavách čínského nového roku se v přístavu každoročně koná přehlídka a závody dračích lodí. Každoročně se 26. ledna koná i Australia Day. Oslavy na Sydney Harbour Bridge se konají k příležitosti přistání guvernéra Arthur Phillip (1738–1814) v Sydney Cove. K početným akcím se počítají přehlídky, Open-air koncerty, klasické auto show, módní přehlídky, dostihy a rodea. Kromě toho se koná závod plachetnic v přístavu východ Clark Islandu a jazzový koncert na vodě v Johnstons Bay a v Pyrmont Point Park. Zakončením oslav je velký ohňostroj v Darling Harbour. Každoročně se v únoru koná v Bondi Pavilionu na pláží Bondi South American Festival a festival krátkých filmů Tropfest v The Domain v Royal Botanic Gardens. Sydney Gay and Lesbian Mardi Gras, konaný v únoru a březnu je největší festival homosexuálů na světě. K vrcholům patří přehlídka kostýmů na Oxford Street a noční party ve Fox Studios v Moore Park. Přehlídka se koná vždy první sobotu v březnu.

#### Podzim
V Darling Harbour se od konce března do konce dubna koná Řecký festival. Royal Easter Show, zemědělská výstava a trh v Sydney Showground and Exhibition Complex v Sydney Olympic Park. V květnu je možno zhlédnout ve Fox Studios módní přehlídky při příležitosti Mercedes Australian Fashion Week Spring/Summer. Další květnové akce jsou Sydney Morning Herald Halbmarathon v centru města a Sydney Writers Festival, literární festival s předčítáním a diskusemi o knihách v různých částech města. Na začátku června je v Manly konán festival vína A Taste of Manly. Sydney Film Festival ve State Theatre začíná na začátku června a trvá dva týdny. Je akreditován jako mezinárodní nesoutěžní festival u FIAPF.

#### Zima
Na různých místech města se na konci června a začátku července koná Australský mezinárodní hudební festival. Každoročně se na konci července a na začátku srpna koná Mezinárodní výstava člunů v Sydney's Darling Harbour a v Convention and Exhibition Centre. V srpnu je konán běh dobrovolníků od Ecke College Street a Park Street přes město až na pláž Bondi City To Surf.

### Gastronomie
Kuchyně Sydney následuje tradiční anglické stravovací návyky. S přibývajícími imigranty, ze zemí jiných než britských, se kuchyně Sydney stala jednou z nejpestřejších. Obyvatele ovlivnily nejen jídla jihoasijských sousedů, ale i Řeků, Italů a Libanonců. Značný podíl mají v Sydney mořské plody, při rodinných výletech a aktivitách se často pořádá barbecue.
Vliv domorodců je v kuchyni Sydney naopak znám málo, teprve v posledních letech byly znovuobjeveny původní postupy a nyní se začíná tato kuchyně pomalu dostávat do Sydney.
Kuchyně Sydney nabízí hostovi řadu nevšedních kulinářských zážitků. V mnoha restauracích jsou nabízeny speciality jako ryba Barramundi, krabi King Prawns, ústřice Sydney Rock Oysters a malé humry Yabbies. Kromě ryb se mezi speciality řadí i speciální ořechy a pokrmy z hovězího masa. Samozřejmě lze ale na jídelním lístku najít i věci, jako kuře, vepřové maso a nebo kachny. Přes celý rok jsou zde dostupné i plody jako mango, papája a mučenka.

### Média
Sydney má dvoje hlavní denní noviny. The Sydney Morning Herald jsou nejstaršími dodnes vydávanými novinami v Austrálii, jsou pravidelně vydávány již od roku 1831. Druhé noviny, The Daily Telegraph, jsou bulvární noviny, které jsou vlastněny News Corporation Ruperta Murdocha. Oboje noviny mají sesterské nedělní noviny, The Sun-Herald a Sunday Telegraph, oboje bulvární.

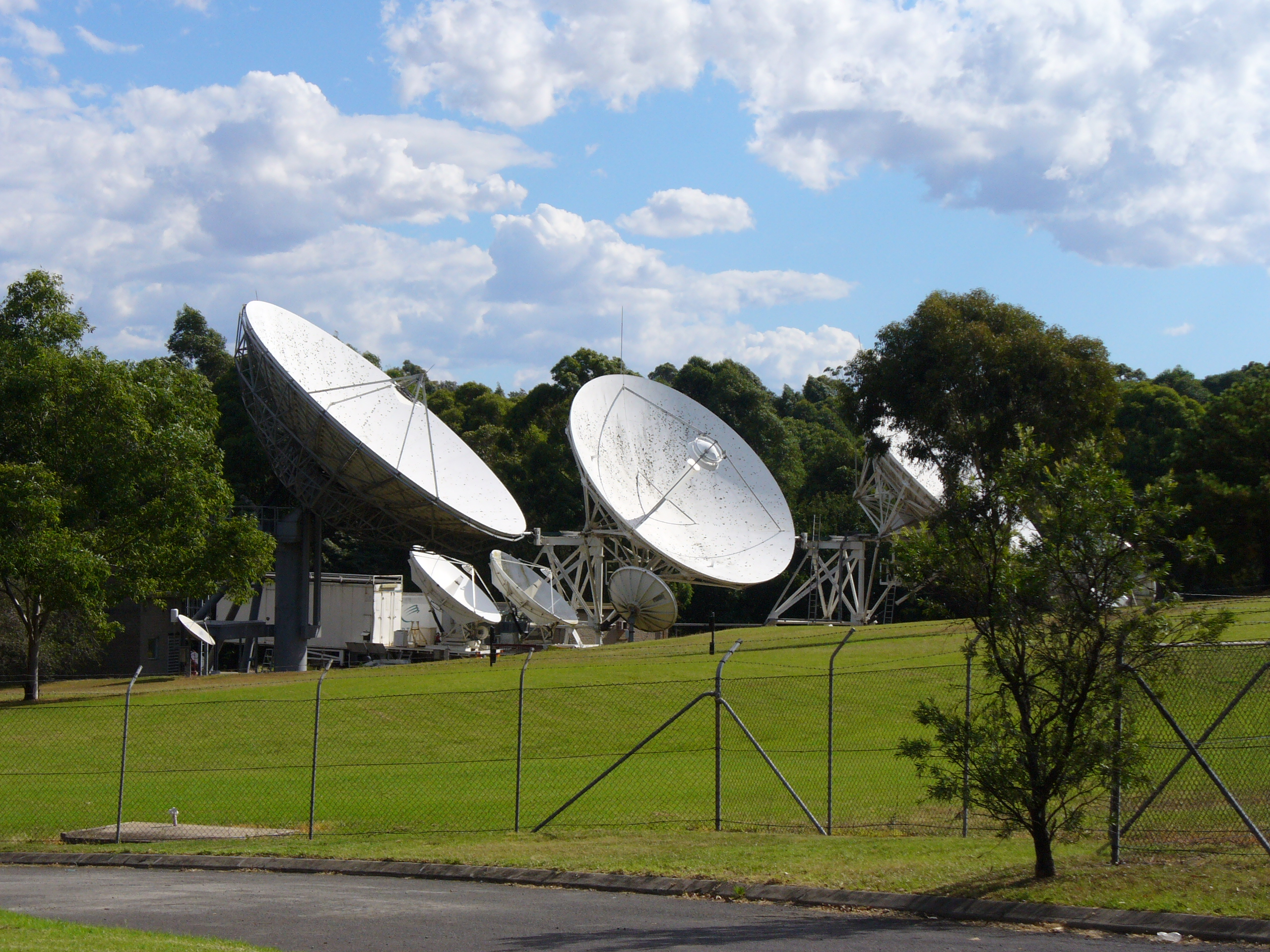
Vysílací antény Seven Network v Eppingu.

Sydney má pět televizních sítí – tři komerční (Seven, Nine a Ten), jednu státní (Australian Broadcasting Corporation - ABC) a multikulturní (SBS). Každá síť má své kanály v digitální síti Freeview. Tyto kanály jsou ABC2, ABC3, ABC News 24, 7TWO, GO!, ONE HD a SBS2. Všechny tyto sítě sídlí v Sydney. Placené televize Foxtel, Optus a MTV Australia sídlí v Sydney také. Původně sídlily sítě na severním konci města, nyní se však některé přestěhovaly do centra. Nine vystavěla své kanceláře severně od přístavu v Willoughby. Ten má svá studia v znovu vybudované části Pyrmontu a Seven má své kanceláře také v Pyrmontu, má ale i nově studio v Central Bussines Districtu. ABC má kanceláře v sousedním předměstí v Ultimu a SBS má svá studia v Artarmonu. Placenou televizi v Sydney nabízí přes kabel Foxtel a Optus.
V Sydney také vysílá mnoho vládních, komunitních a reklamních rádií v pásmech AM a FM. Lokální stanicí rádia ABC je 702 ABC Sydney (dříve 2BL). Mezi diskusní rádia patří rivalové 2GB a 2UE. Populární hudební stanice jsou Triple M, 2Day FM a Nova 96.9, které míří na skupinu posluchačů pod 40 let. Pro starší posluchače jsou v Sydney vysílány stanice Classic Rock 95.3 a Mix 106.5, které míří na skupinu od 25–54 let, zatímco WS-FM míří na posluchače ve věku 40–54 s jejich „klasickými hity“, které jsou hlavně ze 70. a 80. let 20. století. Triple J (ABC), 2SER a FBi Radio nabízejí více nezávislou, lokální a alternativní hudbu. V Sydney je také síť rádií, které vysílají v cizím jazyku pro přistěhovalce.
1. července 2010 začalo v Sydney oficiálně vysílat digitální rádio DAB+ Digital Radio ABC a komerční rádia nabízí mnoho programů.

## Vzdělání

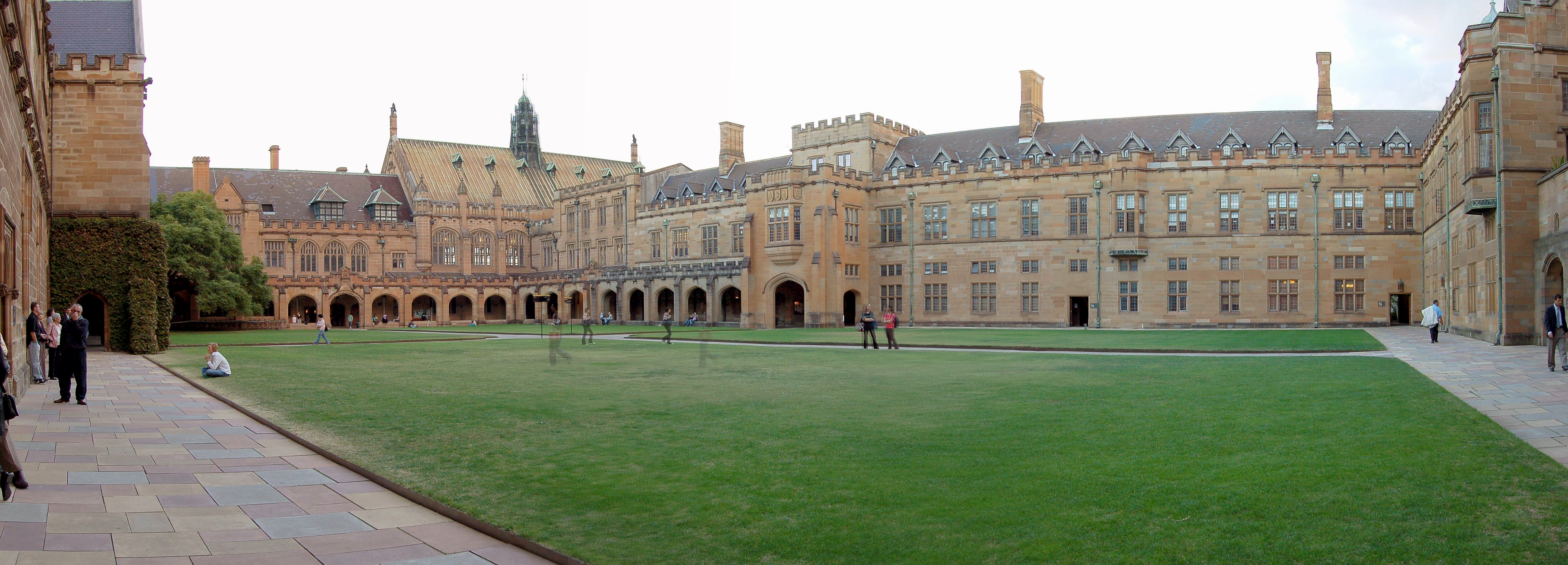
University of Sydney, založená v roce 1850, je nejstarší univerzita v Austrálii.

Sydney je domovem některých nejprominentnějších vzdělávacích institucí. University of Sydney, založená v roce 1850 je nejstarší v Austrálii a největší v Sydney. Mezi další veřejné univerzity v Sydney patří University of Technology, Sydney, University of New South Wales, Macquarie University, University of Western Sydney a Australian Catholic University. Jiné univerzity v Sydney, které provozují i střední školu jsou University of Notre Dame Australia, University of Wollongong a Curtin University of Technology.
V Sydney se také nacházejí čtyři školy technického a dalšího vzdělání s více kampusy, které nabízejí odborné vzdělání na vysokoškolské úrovni: Sydney Institute of Technology, Northern Sydney Institute of TAFE, Western Sydney Institute of TAFE a South Western Sydney Institute of TAFE.
Sydney má státní, církevní a soukromé školy. Státní školy, mezi které patří i předškolní, základní, střední a speciální školy, spravuje New South Wales Department of Education and Training. V Sydney jsou čtyři oblasti vzdělání, které spolu tvoří 919 škol. Z 30 výběrových středních škol v Novém Jižním Walesu je jich 25 v Sydney.

## Infrastruktura

### Zdravotnictví
Vláda Nového Jižního Walesu provozuje veřejné nemocnice v metropolním regionu Sydney. Managment těchto nemocnic a ostatních speciálních zdravotních zařízení je koordinován čtyřmi Area Health Services:  Sydney South West (SSWAHS) , Sydney West (SWAHS) , Northern Sydney and Central Coast (NSCCAHS)  a the South Eastern Sydney and Illawarra (SESIAHS) Area Health Services. Ve městě je také mnoho soukromých nemocnic, mnoho z nich je náboženskými organizacemi.

### Doprava

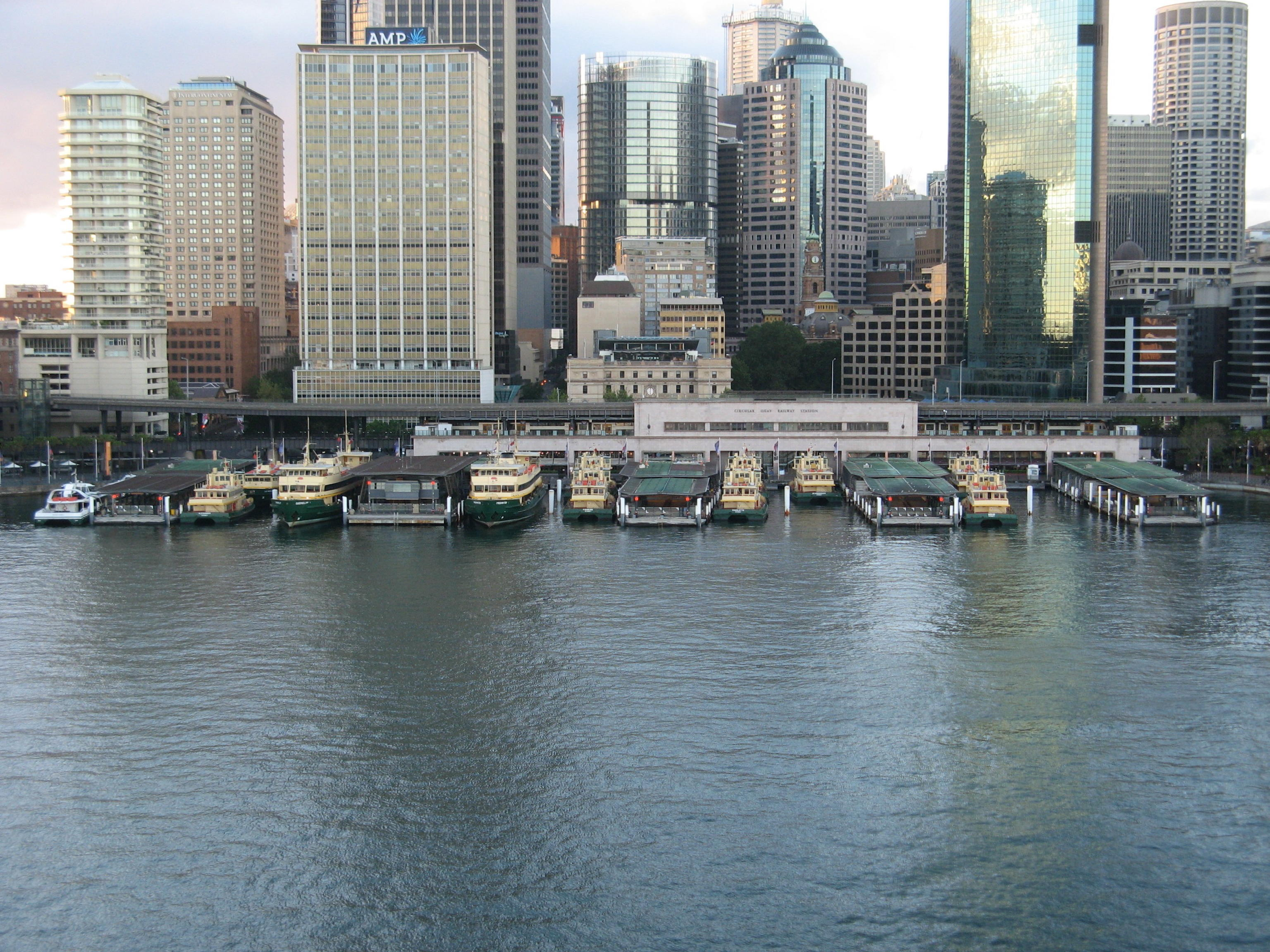
Circular Quay, hlavní terminál pro trajekty v Sydney

Nejvíce obyvatel Sydney cestuje autem – v Sydney je systém silnic a dálnic. Nejdůležitější cesty jsou nazývány Metroad a v Sydney je jich devět, včetně nejdelší, 110 km měřící Sydney Orbital Network. V Sydney je také vlaková síť, lze se zde ale dopravovat i taxi službou, autobusy, či trajekty.
Železnice v Sydney je provozována státní společností CityRail. Vlaky jezdí jako osobní vlaky v předměstích a setkají se v podzemní smyčce v CBD (Central business district). V letech po Olympijských hrách v roce 2000 výkon vlaků CityRail výrazně klesl. V roce 2005, CityRail představil nový jízdní řád a zaměstnal více řidičů. Velký infrastrukturní projekt CityRailu, CityRail Clearways Project, který by měl přetvořit systém vlaků v Sydney by měl být dokončen v roce 2010.
V roce 2007 byla podle posudku Cityrail poměrně špatná ve srovnáním vlakové dopravy (metra) v ostatních světových městech.

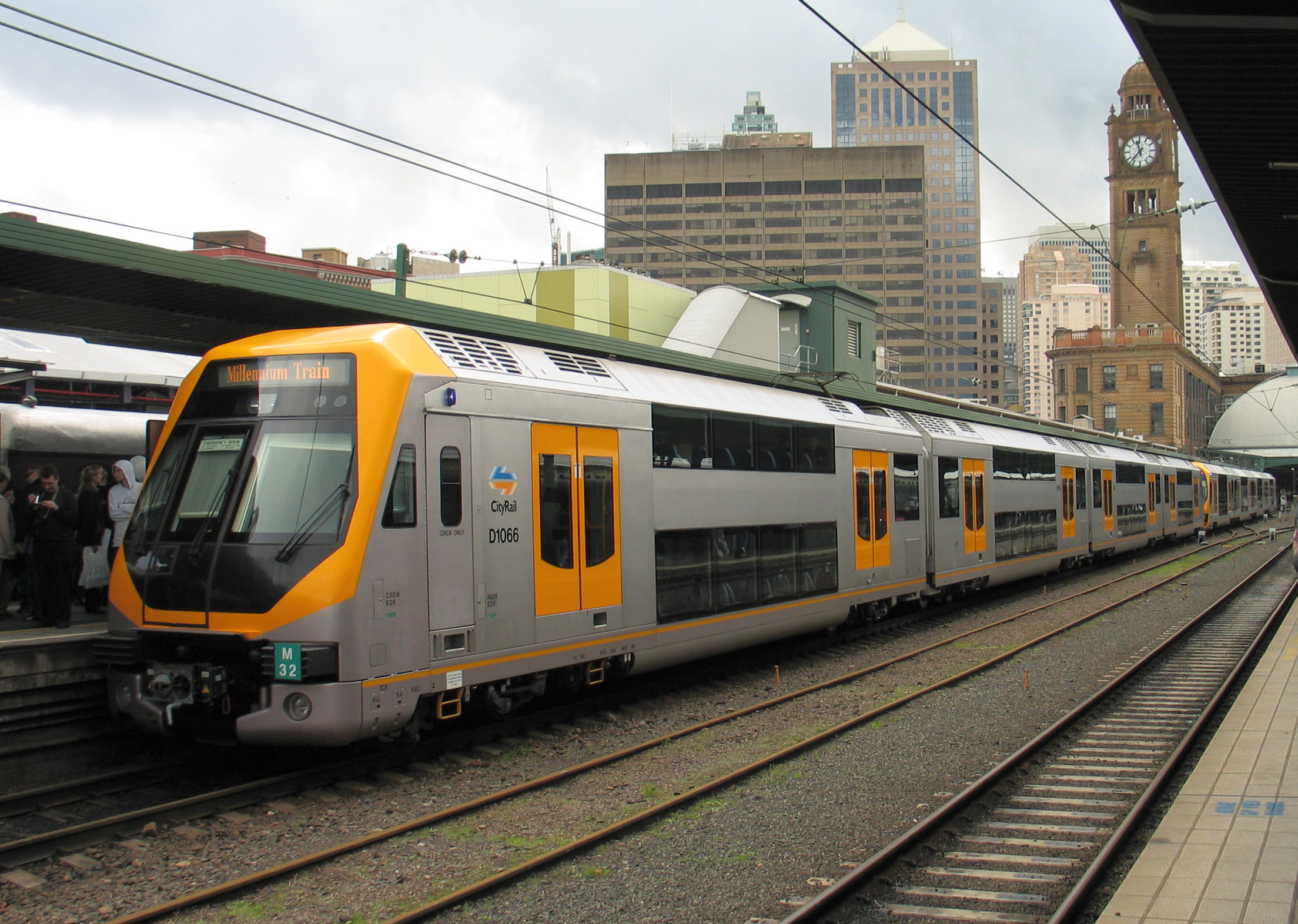
Vlak EDI M-set (Millennium) na hlavním nádraží v Sydney.

Sydney má jednu soukromou rychlodrážní tramvaj, Metro Light Rail, která jezdí od Central Station (Centrálního nádraží) do Lilyfield podél bývalé linky nákladních vlaků. Metro Monorail tvoří smyčku okolo hlavní nákupní části a Darling Harbour. Dříve byla v Sydney rozlehlá síť tramvají, která byla postupně uzavřena v 50. a 60. letech 20. století.
Většina částí města je v dostupnosti některých z autobusových linek, hodně z nich kopíruje bývalé linky tramvají. Ve městě a vnitřních předměstích má monopol v provozu autobusových linek státní společnost Sydney Buses. Ve vnějších předměstích je autobusová doprava poskytována několika soukromými společnostmi. Konstrukce sítě Metrobusů začala v místech, ve kterých nebyla poskytována dostatečná doprava, v roce 1999, první z linek (Liverpool–Parramatta Rapid Bus Transitway) byla otevřena v únoru 2003. Státem vlastněná firma Sydney Ferries provozuje početné linky trajektů na Sydney Harbour a na Parramatta River.
Sydney Airport, na předměstí Mascot, je hlavním letištěm Sydney a taky jedním z nejstarších neustále provozovaným letištěm na světě. Menší Bankstown Airport provádí hlavně soukromé lety. V Sydney je také letiště pro ultralehké letouny v Camden. RAAF Base Richmond, Air Force Base leží na severovýchodě města.

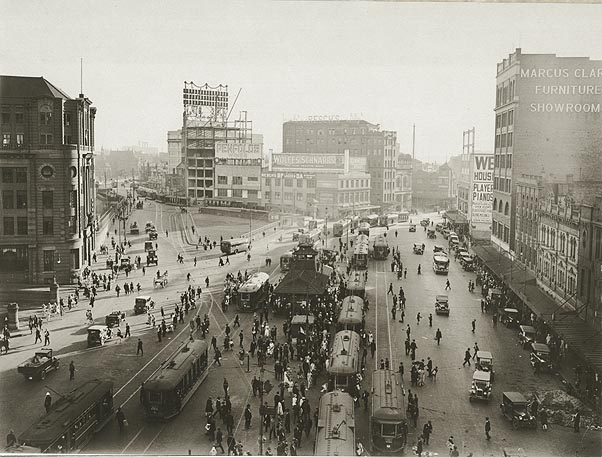
Tramvaje v Sydney na začátku 20. století

Otázka potřeby druhého letiště pro Sydney vyvolala mnoho kontroverze. Studie z roku 2003 zjistila, že Sydney Airport může být jediným letištěm Sydney na 20 let, s předpovědí významného nárůstu provozu letiště. Rozvoj letiště může mít významný dopad na obyvatele, jako zvýšení hluku. Místo pro druhé letiště již bylo získáno na Badgerys Creek, tohoto faktu je hodně využíváno jako argument pro výstavbu letiště.

### Technické služby
Uskladnění vody a její distribuce je zařizována firmou Sydney Catchment Authority, která je agenturou vlády Nového Jižního Walesu, která prodává velká množství vody do Sydney Water a jiných agentur. Voda v povodí Sydney je uložena především v přehradách v Upper Nepean Scheme, Blue Mountains, Woronora Dam, Warragamba Dam a v Shoalhaven Scheme. Historicky nejnižší stavy vody v povodí vedly k omezení použití vody. Vláda Nového Jižního Walesu hledá alternativní možnosti, jako využití tzv. šedé vody a výstavbu zařízení pro reverzní osmózu mořské vody na Kurnellu. V květnu 2009 bylo zařízení z 80% dostavěno, a na konci roku měla být zahájena dodávka pitné vody do Sydney. Na konci ledna 2010 oznámila vláda Nového Jižního Walesu, že odsolovací proces začal, a že lidé v různých částech Sydney začali být zásobováni odsolenou vodou, na které nebyl znám žádný zápach, o kterém si lidé mysleli, že na vodě bude. Sydney Water také shromažďuje odpadní vody a kanalizace města.
V Sydney existují čtyři společnosti dodávající zemní plyn a elektřinu: Energy Australia, AGL, Integral Energy a Origin Energy. Dodávky zemního plynu pro město pocházejí z Cooper Basin v jižní Austrálii. Početné telekomunikační společnosti poskytují terestriální a mobilní telekomunikační služby.

## Známí rodáci
- Ken Rosewall (* 1934), bývalý profesionální tenista
- Paul Hogan (* 1939), herec
- Rick Springfield (* 1949), rockový zpěvák, kytarista a herec
- Michael Hutchence (1960–1997), hudebník, zpěvák skupiny INXS
- Baz Luhrmann (* 1962), filmový režisér, scenárista a producent
- Hugh Jackman (* 1968), herec
- Todd Woodbridge (* 1971), bývalý profesionální tenista, jeden z nejlepších hráčů mužské čtyřhry v historii
- Natalie Imbruglia (* 1975), zpěvačka-skladatelka, modelka a herečka
- Rebel Wilson (* 1980), herečka a spisovatelka
- Ian Thorpe (* 1982), plavec, pětinásobný olympijský zlatý medailista
- Miranda Kerr (* 1983), topmodelka
- Nathaniel Buzolic (* 1983), herec
- Delta Goodremová (* 1984), zpěvačka a herečka
- Jai Courtney (* 1986), herec
- Phoebe Tonkin (* 1989), herečka a modelka
- Grayson Waller (* 1990), profesionální wrestler
- Iggy Azalea (* 1990), rapperka
- Indiana Evans (* 1990), herečka a zpěvačka
- Keiynan Lonsdale (* 1991), herec, zpěvák a tanečník
- Alycia Debnam-Carey (* 1993), herečka a hudebnice

## Partnerská města
City of Sydney má partnerství s městy (od roku):
- Florencie, Itálie (1986)
- Kanton, Čína (1985)
- Nagoja, Japonsko (1980)
- Paříž, Francie (1998)
- Portsmouth, Spojené království (1984)
- San Francisco, Spojené státy americké (1968)
- Wellington, Nový Zéland (1982)